# Борьба с курением
Борьба с курением — комплекс мер, направленных на сокращение распространённости табакокурения. Мероприятия могут включать законодательные инициативы и правовые нормы, исследовательскую и просветительскую деятельность, работу с населением на местах, организацию служб помощи по отказу от курения. Основной их целью является сокращение негативного влияния вредной привычки на здоровье населения, а также на экономику государств.  Всемирная организация здравоохранения признаёт, что курение подрывает цели глобального благосостояния, так как является угрозой для здоровья населения и распространённой причиной развития неинфекционных заболеваний.
Чтобы сократить вред от распространения привычки, власти разных стран проводят при поддержке Всемирной организации здравоохранения (ВОЗ) комплексные антитабачные меры. Они могут включать: полный запрет на курение во всех общественных местах; повышение налогов на табачную продукцию; запрет всех форм рекламы, продвижения и спонсорства табака; антитабачные кампании в СМИ; размещение графических предупреждений о вреде для здоровья на упаковках табака и сигарет; пропаганду здорового образа жизни и помощь желающим бросить курить; запрет на продажу табачных изделий лицам моложе 18 лет и ряд других мер.

## История

### XVI—XIX века
Меры по противодействию курению известны с начала распространения табака в Европе в XVI веке. Члены экспедиции Колумба считаются первыми европейцами, пристрастившимися к вредной привычке. Вернувшийся с экипажем испанский моряк Родриго де Херес был посажен за курение в тюрьму, так как его соотечественники полагали, что «только дьявол может наделить человека способностью выпускать дым из ноздрей». В последующие десятилетия завезённая привычка постепенно распространилась в обществе и верховное духовенство разных стран первым выпустило ряд антитабачных законов. Предположительно, первым из них стало распоряжение Римско-католической церкви в испанских колониях 1575 года. Занимавший папский престол в 1623—1644 годах Урбан VIII считал что, чихание от нюхательного табака напоминает сексуальный экстаз и запретил его потребление под страхом отлучения от церкви. В 1634 году представители Греческой православной церкви заявили, что именно табак виноват в опьянении Ноя, одновременно Патриарх Иоасаф I запретил продажу табака. Тем не менее официальное осуждение незначительно уменьшило число курильщиков. В XVII веке табак стал настолько популярен, что его нюхали и курили даже во время богослужений. В 1650 году папа Иннокентий X был вынужден запретить курение в соборе Святого Петра в Риме. В 1684 году в стихотворении «О курильщиках» армянский автор Григор дпир Варагеци назвал курение греховным и финансово невыгодным. Известен случай, когда в 1692 году в Испании пятерых монахов заживо замуровали в стену за раскуривание сигар на церковной паперти.
Государственные власти разных стран также вводили ограничения на производство, продажу и потребление табака. Уже вскоре после ввоза листьев в Английское королевство на кораблях адмирала Фрэнсиса Дрейка в 1586 году в стране выпустили пьесы, высмеивающие новую привычку. А взошедший на престол в начале XVII века Яков I начал полноценную антитабачную кампанию. Он считал, что курение ослабляет военную мощь страны, вводя население в умиротворённое состояние. Король характеризовал привычку как «отвратительную для глаз, противную для обоняния, опасную для мозга и вредную для лёгких». Он повысил пошлины на ввоз табака на 4000 % и выпустил сочинение «Возражения против табака» (англ. A Counterblaste to Tobacco). Существуют указания, что в 1603 году группа врачей просила монарха полностью запретить употребление табака в немедицинских целях, но обращение удовлетворено не было. Примерно тридцать лет спустя подобный запрет ввело французское правительство, к 1719-му курение во Франции было запрещено почти повсеместно, исключение составили несколько провинций. В европейских колониях на территории Америки вводились единичные запреты, например, в 1632 году на территории Массачусетса действовал запрет на курение в общественных местах, в 1647 году жителям колоний в Коннектикуте было запрещено курить более одного раза в день. В 1661 году в Швейцарии курение приравняли к убийству и блуду, в 1675-м в стране учредили специальную судебную палату, расследовавшую нарушения табачного законодательства. В 1670 году подобную политику установили в Венгрии.
Одновременно с ограничением распространения никотиновой эпидемии власти стремились взять под контроль производство и дистрибуцию табака. Так, в 1614 году табачная монополия была установлена в Англии, позднее — в Испании. Король Филипп III обязал фермеров со всех колоний поставлять выращенный табак в Севилью, где действовала фабрика по производству сигар для международного рынка. Государственные монополии оставались одним из способов регулирования производства сигарет и в последующие столетия: к 2008 году они контролировали около 40 % мировой табачной промышленности, одна из крупнейших действовала в Китае.
На территории России табак известен с начала XVI века, хотя первые антитабачные меры были приняты только по окончании Смутного времени. Их установил взошедший на престол в 1613 году царь Михаил Фёдорович, который издал указ «О запрещении употреблять табак и торговать им». Ослушавшихся секли плетью, им вырывали ноздри, за продажу табака могли сослать или приговорить к смертной казни. В 1632 году царь запретил также ввоз табака из-за границы. Высшее духовенство поддерживало политику государя, а литературные памятники допетровской Руси приписывали курение к смертным грехам. Соборное уложение 1649 года запретило курение под страхом пыток кнутом, ссылок и обрезания носов. Официально легализовал табак только взошедший на престол в 1682 году Пётр I. Антитабачные законы XVIII—XIX веков в России не были системными и были связаны с его пожароопасностью.
C XVII века антитабачная политика проводилась также в азиатских и мусульманских странах. В Китае первые запретительные акты относятся к 1612 году, с 1638-го потребление и импорт табака карался смертью. В записях философов того периода сохранились утверждения, что длительное курение «обжигает легкие». С 1617 года запрет на потребление табака действовал в Монголии, в 1610—1620 годах власти Японии также издали ряд ограничений для курильщиков и табачных фермеров. В начале XVII века турецкое духовенство пыталось сдержать распространение вредной привычки специальным наказанием: курильщикам прорезали нос, закрепляя в дыре трубку, и выставляли их на обозрение горожан. Причиной жёсткого запрета в стране являлась, в частности, пожароопасность курения в условиях жаркого климата. Так, в правление Мурада IV оно стало причиной пожара в Константинополе, и было запрещено под страхом смерти. Существуют указания, что переодетый султан лично выходил на улицы города, чтобы уличить торговцев в незаконном курении. Известно, что именно из Османской империи во время войны 1603—1618 годов табак распространился в Персию, хотя шах Аббас I запрещал своим солдатам курить, грозя нарушителям отрезать носы и губы. Табак не упоминается в Коране, поэтому теологические исследователи и мусульманские философы высказывали разные суждения насчёт курения. В начале XIX века табак стал одним из ключевых экспортных товаров Персии, попытки правительства контролировать его производство привели к табачным протестам.
Подозрения в негативном влиянии табака на здоровье впервые высказывались уже в 1602 году. Анонимные исследователи того периода отмечали, что профессиональные болезни чистильщиков труб встречаются и у курильщиков табака. Предположительно первое клиническое исследование воздействия табака было опубликовано в 1761 году британским врачом Джоном Хиллом. В «Предостережениях против неумеренного употребления нюхательного табака» он сделал вывод о предрасположенности потребителей нюхательного табака к появлению злокачественных опухолей носа. В 1795 году врач Самуэль Томас Фон Соммеринг описал распространённость рака губы у курильщиков трубок, через три года физиолог Бенджамин Раш издал работу о вреде табака для здоровья. В 1858 году французские врачи отмечали большой процент курильщиков трубок среди больных раком ротовой полости. Несмотря на медицинские исследования, в течение XVIII—XIX веков запреты и на курение стали редкостью, так как торговля табаком являлась важным источником доходов для правительств. В 1724 году папа Бенедикт XIII официально снял анафему с табака.
Особенности табачного рынка позволяли властям формировать фискальную политику независимо от доходов разных социальных групп. В XVIII—XIX веках становление систем государственного регулирования и налогообложения табачной сферы было направлено в основном не на сохранение здоровья населения, а на извлечение прибыли. Так, в Пруссии выращенный табак облагали налогом из расчёта его веса (по 1 талеру за центнер). Попытка министра-председателя Отто фон Бисмарка ввести государственную табачную монополию была неудачной из-за обособленности территорий внутри страны и развитой системы свободного предпринимательства. Во Франции и Австро-Венгрии действовала государственная монополия одновременно и на производство, и на продажу табака. Получить лицензию на выращивание табака могли только владельцы плантаций, гарантировавшие сбор не менее 100 тысяч килограмм продукции в год, иначе затраты на надзор за культурой не окупались. Семена выделялись государством, производить их частным лицам было запрещено. Реализацию продукции осуществляли специальные табачные лавки, которые также разделяли по категориям, работать в них могли только отставные военные, чиновники или члены их семей. Для борьбы с контрабандой в стране установили жёсткую систему ценообразования на основе региона происхождения: перенос табака из одной категории в другую преследовался уголовно. В России действовали разные системы ограничения табачного производства и продажи. Пётр I установил «казённую табачную продажу по примеру питейной». При Елизавете Петровне получил распространение так называемый откуп, когда видные дворяне выкупали у государства единоличное право на производство и торговлю табаком. Екатерина II вернула свободную торговлю, но обложила налогом экспортируемую продукцию. Законодательство времён Николая I ввело в правовой оборот понятие акциза. В США к 1866 году была установлена система лицензирования производства — владельцы плантаций имели право продавать листья только оптовым торговцам, фабрикам и экспортёрам. В стране действовали особые нормы декларации продукции. С 1872 года розничная торговля в стране стала возможна только при наличии специального патента. В Великобритании производство было запрещено и действовали высокие пошлины на ввоз, что принесло в казну только за 1898—1899 годы более 10 миллионов фунтов стерлингов.
В разное время действовали общественные движения против табака, которые распространяли информацию о его вреде. Например, в 1798 году американские квакеры опубликовали «Наблюдения относительно влияния привычного употребления табака на здоровье, нравственность и собственность» (англ. Observations Upon the influence of the habitual use of Tobacco Upon health, moral and property). Во время [[История США (1789—1849)#Антиалкогольное движение|антиалкогольной политики 1830-х]] годов в США антитабачное движение усилилось. Эксперты тех лет заявляли, что даже умеренное потребление алкоголя и табака угрожает здоровью, распространяли убеждение о болезни и моральном развращении любителей жевательного табака. К середине XIX века в США постепенно начало формироваться полноценное движение против табака: в 1840 году курение было запрещено на улицах Бостона; в 1849-м было учреждено Американское антитабачное общество; в 1877-м ограничения на потребление табака впервые ввели в Белом доме; в 1890-м власти 26 штатов запретили продажу сигарет несовершеннолетним; в 1908-м власти Нью-Йорка ввели запрет для женщин на курение в общественных местах.

### XX век
В начале XX века в обществе существовало предубеждение о постепенном приобщении к наркотикам, согласно которому курение относилось к аморальному поведению и считалось фактором риска для потребления «более тяжёлых наркотиков». В женских учебных заведениях начала века активно боролись с распространением привычки, во многих странах действовали запреты на курение девушек на публике. Тем не менее на дальнейшее распространение никотиновой эпидемии повлияла Первая мировая война: мужчины активно приобщались к курению в армии, а женщины, заменившие их на производстве, — в рабочих условиях. В Российской империи и во многих других странах сигареты стали частью солдатского обеспечения, и к моменту возвращения с фронта у мужчин вырабатывалась никотиновая зависимость. Зародившееся в Европе антитабачное движение было подорвано. В США распространённость курения среди ветеранов военных действий привела к росту числа больных раком лёгких.
В первой четверти XX века производители сигарет приступили к освоению новых аудиторий. Маркетинг табачных компаний, проводимый одновременно с движением суфражисток, способствовал распространению женского курения. Он также был ориентирован на молодую аудиторию. В ответ на это в 1915 году американский биолог Дэвис Старр Джордан разработал первый антитабачный слоган: «Курящий мальчик может не беспокоиться о своём будущем — у него нет будущего». В 1927 году австриец Эдуард Хаас выпустил первые леденцы, продвигаемые как альтернативу курению.
В разные годы антитабачные меры предпринимали не только официальные власти, но и отдельные предприниматели. Например, в 1914 году Генри Форд опубликовал буклет под названием «Дело против маленького белого работорговца», содержавший свидетельства врачей о пагубных последствиях курения. До 1947 года заводы и торговые точки Ford оставались одним из немногих, где было запрещено курить. Антитабачной пропагандой занимались отдельные общественные и культурные деятели. Одним из них стал некогда заядлый курильщик Владимир Маяковский, который в 1929 году опубликовал стихотворение «Я — счастлив!» со следующими строками: «Я сегодня дышу, как слон, походка моя легка, и ночь пронеслась, как чудесный сон, без единого кашля и плевка».
С приходом Адольфа Гитлера к власти в Германии началась первая в истории государственная антитабачная программа. В стране действовали повышенные налоги на табак, ограничения на рекламу и объём производства, запреты курения на рабочих местах, в государственных и медицинских учреждениях, домах престарелых, во многих кафе, барах и ресторанах. Отдельные исследователи приписывают Гитлеру заявление о том, что табак — это «гнев красного человека против белого человека». Пропагандисты заявляли, что курящие женщины рискуют бесплодием и тем самым ставят под угрозу будущее «арийской расы». В 1936 году немецкий врач Фриц Ликинт ввёл в обиход термин «пассивное курение». В ответ табачная индустрия назвала результаты исследований ненаучными, обвинив учёного в «нацистском фанатизме». Но в целом действия медиков и пропагандистов здорового образа жизни положительно сказались на ситуацию с курением в Германии: к 1944 году количество выкуриваемых сигарет на душу населения уменьшилось на четверть по сравнению с довоенным периодом. Финансирование антитабачных кампаний не сокращалось вплоть до конца Второй мировой войны, несмотря на экономические трудности на её завершающем этапе.
В 1920—1970 годах число научных исследований о последствиях табакокурения для здоровья человека росло во всём мире. В 1928-м немецкие врачи выдвинули предположение о связи рака лёгких у женщин с вредной привычкой их мужей, в 1930-м кёльнские исследователи заявляли о связи курения и развития рака лёгких. К идентичным результатам в 1947 году пришли американские врачи Норман Делару и Эвартс Грэхем, опубликовавшие первое долговременное исследование на эту тему. Если раньше антитабачная пропаганда использовала разные аргументы (например, в 1920-х годах 15 штатов США вводили бан на сигареты из-за «большевистской угрозы»), в последующие годы активисты сосредоточились на теме вреда никотина для здоровья. В 1964 году главный врач США опубликовал доклад «Табак или здоровье», который ознаменовал начало официальной кампании общественного здравоохранения против курения в стране. Благодаря дальнейшей просветительской деятельности медиков и активистов к 1974 году около 30 % населения США знало о связи сигарет и рака лёгких, к 1986-му — более 80 %.
Несмотря на рост числа эпидемиологических исследований о вреде курения, правительства разных стран долгое время не проводили полноценные антитабачные акции. В 1950-м Консультативный комитет по раку Министерства здравоохранения Великобритании даже заявлял Правительству, что исследования зафиксировали только связь между курением и раком лёгких, но не выявили причину заболевания. Совещательный орган рекомендовал не предпринимать запретительных мер. Тем не менее общественная дискуссия вокруг вреда от табакокурения возрастала. В частности, активные обсуждения спровоцировала в 1952-м смерть от рака лёгких заядлого курильщика Георга VI. Просветительская работа СМИ способствовала большей информированности населения. Эффективность этой стратегии заметна в сравнении с обстановкой в СССР, где в аналогичный период также проводили медицинские исследования, результаты которых тем не менее не достигли широкой аудитории. Неосведомлённость населения стала одним из основных факторов активного роста числа курильщиков в России к концу XX столетия.
В 1952 году журнал Good Housekeeping первым среди американских СМИ отказался размещать рекламу табака. Для сравнения, в британском журнале British Medical Journal такой запрет ввели только через десять лет.
В 1957 году Исследовательская группа по курению и здоровью в США официально заявила о связи между курением и раком лёгких. В 1962 году Королевский колледж врачей опубликовал доказательства вредных эффектов курения, которые активно обсуждала общественность. Это способствовало введению новых антитабачных мер во многих странах. С начала 1960-х годов получили распространение упаковки сигарет с предупреждающими надписями. Параллельно вводились ограничения на продвижение табачной продукции. Так, в Великобритании рекламу табака исключили из телевещания в 1965 году. В США с 1971 года действует запрет на радио- и телерекламу сигарет, с 1972-го для других видов рекламы табака ввели обязательные предупреждения о вреде курения. Министерство здравоохранения СССР официально отнесло курение к факторам риска для здоровья только в 1986 году. Через два года Олимпийские игры впервые были объявлены мероприятием, свободным от табачного дыма. В целом к концу XX века вред табака для здоровья являлся доказанным и хорошо известным общественности фактом.

## Обоснование и подходы
Табакокурение является препятствием на пути к общественному благосостоянию во всём мире. Уже во второй половине XX века медицинское сообщество официально признало его вред для здоровья человека. Тем не менее к 1980 году распространённость никотиновой зависимости в некоторых развивающихся странах достигла такого уровня, что связанные с ней заболевания являлись важной проблемой здравоохранения наравне с инфекционными болезнями. В таких условиях предотвращение дальнейшего распространения вредной привычки получило статус борьбы с социальным бедствием. Однако в начале нового столетия никотиновая зависимость оставалась основной причиной неинфекционных заболеваний и преждевременной смертности во многих странах, исследователи характеризовали ситуацию как глобальную эпидемию. В 2014—2016 годах от причин, связанных с курением, умирало 4—7 миллионов людей ежегодно. По оценкам некоторых исследователей, без своевременных мер к 2030 году общее число курящих может составить 1,6 миллиарда людей, а ежегодное количество смертей — 10 миллионов.
Кроме того, табачная промышленность наносит вред экономике и окружающей среде. Табачный бизнес невыгоден для государств, вопреки аргументам его лоббистов. Популярность курения влечёт повышение смертности, что уменьшает затраты на пенсионные выплаты, но одновременно ведёт к повышенным расходам на здравоохранение и тушение пожаров. Потребление табака часто становится причиной инвалидности, поэтому негативно влияет на производительность труда и демографический рост. Никотинозависимая часть населения склонна к повышенной заболеваемости, курящие женщины подвергают опасности способность вынашивать здоровое потомство. По всему миру вырубка деревьев для использования во время просушки табачных листьев составляет от 1,7 % до 4,6 % лесных потерь. В процессе производства табака образуется ряд отходов: растворители, гидросмеси, масла, пластик, бумага и древесина, а также токсичные химические отходы.  В начале XXI века по объёму создаваемых отходов индустрия занимала 18-е место среди всех отраслей промышленности США. К 2018 году окурки стали самым распространённым видом мусора во всём мире. Ежегодно курильщики выбрасывали 4,5 триллиона окурков, что составляло 760 тысяч тонн токсичного мусора.
ВОЗ признаёт, что употребление табака подрывает цели глобального развития. Тем не менее большинство курильщиков не может самостоятельно отказаться от вредной привычки из-за вырабатываемой никотиновой зависимости, включающей физический, психологический и социальный аспекты. Так, в 2014 году опросы населения в развитых странах показали, что около 70 % курильщиков хотят отказаться от вредной привычки, хотя никотиновая зависимость для многих осложняла этот процесс. Государственные власти, активисты и неправительственные организации ведут антитабачную деятельность, направленную на уменьшение числа курильщиков. Существует три основных подхода к борьбе с курением:
- Разъяснительный — предполагает работу по просвещению населения, распространение информации о вреде привычки.
- Ограничительно-запретительный — предусматривает создание законодательной базы для ограничений в продвижении, реализации и потреблении табака, а также контроль над осуществлением мер.
- Всестороннее устранение (в том числе замещение) — отличается комплексным воздействием на социум и включает как пропаганду здорового образа жизни, так и ограничительные нормы.

Национальные антитабачные стратегии разнятся в зависимости от степени распространённости табакокурения и предусматривает законодательные меры, ограничение продвижения, санитарное просвещение, терапевтические мероприятия. Основной целью таких программ является разрушение представлений о курении как о культурной норме. Долгосрочные стратегии заметно сокращают число никотинозависимых в тех странах, где проблема уже достигла размера эпидемии и предотвращают её усугубление в других. Примером таких обширных программ на национальном уровне служат акты о табаке в Финляндии, Норвегии и Швеции.
Подходы к борьбе с никотиновой зависимостью могут различаться в развитых и развивающихся странах, в частности, из-за демографических и социально-культурных отличий, уровне образования населения. В бедных регионах особое значение получают мероприятия по обучению руководящего персонала и образовательная работа с населением. Такие кампании должны быть адаптированы к экономическим реалиям государства. Например, предпочтение отдаётся радиопрограммам на местном языке, из-за отсутствия телевизоров у значительной части населения. Эффективной считается работа с лидерами сообществ: религиозными деятелями, старостами общин, работниками школ и больниц.
Работа табачных компаний по продвижению продукции замедляет достижение целевых показателей антитабачной политики. И в 2018 году Всемирная организация здравоохранения (ВОЗ) признавала, что мировое сообщество может не достичь к 2025 году желаемого сокращения числа курильщиков на 30 % от показателя 2010 года (15,5 % с 22,1 %). По состоянию на 2015-й антитабачные меры позволили достичь только уровня в 20,2 %. Эпидемия смещалась в сторону развивающихся стран, на долю которых к 2030 году будет приходиться до 80 % от ежегодных случаев смерти, связанных с вредной привычкой. Тем не менее тенденция на снижение распространённости курения прослеживалась во всём мире, что со временем должно повысить здоровье населения.

## Основные направления

### Правительственная деятельность
ВОЗ признаёт, что связанные с табакокурением заболевания «являются настолько важной причиной нетрудоспособности и преждевременной смерти в развитых государствах, что борьба с курением может быть более действенной для улучшения здоровья и продления жизни в этих странах, чем любая другая отдельно взятая мера в любой области профилактической медицины». Доказано негативное влияние курения на экономику и здоровье как курящего, так и некурящего населения (включая детей и беременных женщин). Поэтому правительства разных стран берут на себя ответственность по ограничению курения с помощью принудительных мер. Зачастую осуществляет их и контролирует эффективность самостоятельный орган, который обладает достаточной независимостью. Например, в России для реализации положений Рамочной конвенции ВОЗ по борьбе против табака (РКБТ ВОЗ) был создан Национальный координационный совет по контролю потребления табака при Министерстве здравоохранения.
Антитабачные кампании властей играют ведущую роль в борьбе с курением. Меры могут включать: правовое регулирование табачной сферы, ограничение производства и продвижения табачной продукции, информационную работу с населением. Воздействие на общество оказывают не только сами нормы, но и сопутствующее их принятию пропаганда и освещение в СМИ.
Законодательные мероприятия являются частью общей антитабачной стратегии и могут быть направлены как на производителей (ограничение рекламы, нормы по содержанию смол и никотина), так и на потребителей (ограничение курения в общественных местах). Цель мер — изменить представления в обществе о поведении, связанном с курением, а не наказать никотинозависимое население. Законодательные акты:
- способствуют снижению распространённости курения;
- содействуют санитарно-просветительским мероприятиям;
- демонстрируют намерение и озабоченность правительства;
- ограничивают влияние курения на население, в особенности некурящее.

Общество должно поддерживать законодательные инициативы, в противном случае их принятие и осуществление невозможно. Одобрение может быть выражено, например, через принятие добровольных кодексов поведения или следовать из опросов общественного мнения. Тем не менее именно власти ответственны за принятие, реализацию, а в последующем контроль и оценку эффективности антитабачного законодательства. Например, в России правовую базу для подобных мер обеспечивает Федеральный закон «Об ограничении курения табака», который был принят на фоне активной поддержки со стороны научных, медицинских и общественных организаций.
Наиболее распространённым международным документом, регулирующим табачную сферу, является РКБТ ВОЗ, принятая в 2003 году. В 2014-м на территории Европейского союза вступила специальная директива, касающаяся реализации и производства табака. Кроме того, на территории Евразийской экономической комиссии действует «Технический регламент на табачную продукцию».

#### Ограничения производства
Исследования подтверждают, что курильщики не компенсируют постепенное снижение содержания вредных веществ за счёт выкуривания большего числа сигарет. И нормы по максимально допустимому количеству смол и никотина служат одним из способов борьбы с курением в разных странах. Рамочная конвенция ВОЗ разрешает странам устанавливать собственные ограничения к составу табачных изделий, при их одобрении компетентными национальными органами. Например, в России «Технический регламент на табачную продукцию», скорректированный в 2016-м в соответствии с нормами Евразийской экономической комиссии, допускает максимальное содержание смол 10 мг и никотина до 1 мг на одну сигарету.
Тем не менее производители используют данные о количестве вредных веществ, чтобы продвигать отдельные бренды сигарет как «менее вредные». Исследования 2001 года, проведённые в Национальном институте онкологии США, доказывают, что употребление сигарет с низким содержанием смол и никотина в сравнении с обычными не уменьшает вред для здоровья. Бороться с обманными маркетинговыми практиками призваны ограничения на рекламу, запреты на использование на упаковках слов, вводящих в заблуждение (например, «с низким содержанием смол» и другое) или ассоциирующихся со вкусом («вишня», «шоколад» и другое). Кроме того, власти могут отстаивать права граждан в судах. Например, в 2006 году в США возбудили иск против регионального отделения компании Philip Morris за использование заведомо ложной информации для увеличения продаж. В 2010—2016 годах подобное дело рассматривалось в Уругвае.
Эксперты ВОЗ считают экспорт не отвечающих стандартам сигарет в страны с менее строгим законодательством неприемлемым.

#### Ограничение продаж
Меры по ограничению продажи табака несовершеннолетним развивались постепенно. В 1980 году ВОЗ отмечала, что во многих странах законодательно запрещена продажа табака детям только до 15 и 16 лет. Со временем возрастные ограничения ужесточились: в 2003 году РКБТ на международном уровне закрепила запрет продажи сигарет несовершеннолетним. Документ обязует стороны контролировать, размещение специальных табличек в местах продаж, проверку документов у покупателей, недоступность автоматов по продаже сигарет детям и подросткам. Также запрещён открытый доступ к табачным изделиям в местах продаж (например, на полках магазинов), изготовление конфет и игрушек в форме сигарет.
Существуют опасения, что ограничения законодательства стимулирует у молодых людей ассоциацию между сигаретами и «привилегиями, доступными только взрослым». Это убеждение могут поддерживать табачные компании. Так, существуют стратегии мерчандайзинга, предусматривающие совместное размещение сигарет и спиртного, что стимулирует ассоциации этих товаров с атрибутами взрослого поведения. Предотвратить влияние выкладки продукции на потребителей призван запрет на размещение открытых витрин. Например, в России он был введён в 2014 году.
Продажа сигарет поштучно ускоряет распространение табакокурения среди бедных слоёв населения и молодёжи. Поэтому правительства многих стран вводят соответствующие ограничения на их реализацию только в упаковках. Также ВОЗ рекомендует продавать табак исключительно в специализированных магазинах и отказаться от табачных автоматов.
Ограничение на курение в общественных местах
Пассивное курение несёт серьёзную угрозу здоровью. Вторичный табачный дым содержит ряд токсичных химических веществ и оказывает такое же влияние на сердечно-сосудистую систему, как и активное курение. Граждане имеют право дышать незагрязнённым воздухом и право на защиту от вторичного табачного дыма, что следует из положений о праве на наиболее достижимый уровень здоровья «Международного пакта об экономических, социальных и культурных правах» и «Всеобщей декларации прав человека». Уже к 1980-х годам власти разных стран озаботились обеспечением свободной от дыма среды в общественных местах. Например, соответствующие нормы были введены более чем в 30 штатах США. В последующие десятилетия подобные ограничения вводили и ужесточили во всём мире. Тем не менее по оценкам экспертов в 2004 году воздействию вторичного табачного дыма подвергались 58 % детей и 60 % взрослых, проживавших в Европейском регионе ВОЗ. Единственной надёжной защитой от пассивного курения организация признавала полный запрет потребления табака во всех закрытых общественных местах. Соответствующие положения закреплены в РКБТ, но страны имеют право вводить свои нормы в отношении разных локаций.
Запреты на курение в барах и ресторанах вызывают активное сопротивление табачной промышленности. Начиная с 1980-х годов, когда начали появляться первые достоверные материалы о вреде вторичного курения, производители табака спонсировали нерепрезентативные исследования, опровергающие предыдущие выводы. Индустрия также убеждала общественность в негативных последствиях мер для гостинично-ресторанного бизнеса. Так, отдельные СМИ сообщали, что в 2007-м запрет на курение в питейных заведениях Великобритании привёл к закрытию более двух тысяч из них. В 2003-м анализ исследований, отмечавших негативное воздействие на экономику сектора отдыха и развлечений, показал, что 94 % из них были профинансированы табачной индустрией. Табачные лоббисты продвигали в качестве альтернативы частичные запреты или внедрение вентиляционных систем, которые не обеспечивают адекватную защиту здоровья. Кроме того, в разные годы владельцы малого бизнеса предпринимали попытки обхода законодательства. Например, они организовывали в барах театральные студии или специальные помещения якобы для «исследования курения», где посетители могли свободно курить, или устраивали религиозные общины. Ухищрения владельцев бизнесов в Италии, Испании, Турции и других регионах привели к тому, что даже в 2008 году эксперты ВОЗ не считали действовавшие ограничения «ни прогрессивными, ни постоянными».
Тем не менее ряд стран продолжал политику в рамках РКБТ, и со временем многочисленные исследования ВОЗ продемонстрировали необоснованность заявлений о вреде запретов для малого бизнеса. Мировой опыт также подтвердил эффективность полного запрета на курение в общественных местах по сравнению с частичным. В Италии в 2008-м показатели избыточной смертности от рака лёгких среди персонала заведений, которые ранее превышали средние по стране в 10-20 раз, снизились до статистически незначимых величин. Соответственно, меры повышают производительность труда. В Великобритании идентичные нормы даже привели к увеличению числа рабочих мест, так как бросившие или начавшие курить реже из-за нововведений курильщики начали тратить бо́льшую часть своих доходов на отдых и развлечения. По данным анализа испанского гостинично-ресторанного сектора в 2009 году, количество респираторных симптомов среди работников снизилось на 72 % в местах с полным запретом на курение, в то время как в локациях с частичным значительного снижения симптомов не наблюдалось. Обзоры 2012 года показали, что чистые доходы предприятий общественного питания могут увеличиваться после введения ограничений благодаря тому, что большинство посетителей не курит. Среди самих курильщиков поддержка соответствующих законов увеличилась после их внедрения в Германии, Нидерландах, Норвегии и Франции. В 2014 году исследования на основе экономических показателей США, Австралии, стран Южной Америки и Европы не выявили связи между запретами на курение и прибылью баров и ресторанов. В ряде исследований, проведённых в Бельгии, Кипре, Испании, Италии, Норвегии и других европейских странах в 2012—2015 годах, не было выявлено каких-либо негативных последствий от запретов на курение в общественных местах. Также ВОЗ отмечает, что, помимо прочего, меры влекут положительный побочный эффект. Если никотинозависимые регулярно сталкиваются невозможностью закурить, они начинают осознавать, что неудобства от табачной зависимости можно преодолеть.
По состоянию на 2011-й только 11 % населения планеты было адекватно защищено от вредного воздействия табачного дыма. Во многих странах с федеративным устройством, например, в Австралии, Канаде и США, законы о свободной от дыма среде были приняты только на региональном, городском или субнациональном уровнях. Во многих странах, например, в Великобритании, национальное законодательство о защите от вредного воздействия вторичного дыма было принято после активной локальной поддержки. Несмотря на распространение запретов, к 2019 году около 74 % опрошенных в Европейском регионе ВОЗ всё ещё подвергалось воздействию вторичного табачного дыма вне дома. Таким образом, пассивное курение оставалось важной проблемой и требовало принятия более строгих законодательных мер.

#### Ограничения продвижения
Табачный маркетинг направлен увеличение числа курильщиков, он способствует развитию и сохранению вредной привычки как у взрослой, так и у подростковой аудитории. Деятельность представлена в формах прямого продвижения (например, акции и скидки, реклама в СМИ, точках продаж или на билбордах) и скрытого (например, продакт-плейсмент и корпоративное спонсорство). Если в первой половине XX века сигареты активно открыто продвигались в СМИ, фильмах и с помощью наружной рекламы, то с постепенным введением ограничительных мер в разных странах количество прямой рекламы сокращалось, а рекламные бюджеты смещались в сторону интернет-маркетинга.
РКБТ ВОЗ и законодательство ряда стран предусматривает полный запрет на рекламу и продвижение табачной продукции. Основными аргументами в защиту таких мер являются: влияние маркетинга на распространение табакокурения и заболеваний, с ним связанных; зачастую обманчивый или вводящий в заблуждение характер рекламных кампаний; воздействие продвижения на молодёжь; неспособность табачной промышленности эффективно регулировать маркетинговые практики самостоятельно. Основное противодействие активистов встречает реклама, нацеленная на «группы риска» — молодёжь, женщин, расовые меньшинства. Эксперты ВОЗ утверждают, что эффективность мер наблюдается только в случае полного запрета, так как производители активно стремятся обойти законодательство. Кроме того, вводя ограничения, правительство не должно преследовать скрытые цели, например, защиту государственных табачных монополий от конкуренции.
Табачные производители могут использовать ряд ухищрений для продвижения своей продукции. Так, ограничения рекламы на билбордах влечёт её рост в местах продаж. Например, в 2006—2018 годах расходы американских производителей сигарет на рекламу в торговых точках увеличились с 10,7 миллиарда долларов до более чем 62. Они включали купоны на скидку, бесплатные сувениры, оптовые торговые акции, выкуп мест на полках, установку рекламных плакатов, акции «купи одну упаковку, получи вторую бесплатно» и другое. Подобные мероприятия особенно привлекательны для молодых людей, так как они более чувствительны к изменению цен. Исследование, проведённое в США в 2004 году, показало, что запрет рекламы табака в точках продажи и требование хранить табачные изделия вне поля зрения покупателей могут снизить подверженность подростков воздействию рекламы сигарет на 83 %.
Запреты на рекламу в СМИ маркетологи обходят, используя скрытое продвижение в социальных сетях. Вирусный маркетинг дешевле других форм рекламы и быстро распространяется среди пользователей. Он противоречит Директиве Европейского Союза о рекламе табака и РКБТ ВОЗ. Тем не менее тренды в интернете меняются быстро, и власти не могут эффективно препятствовать распространению контента, несущего рекламный посыл. Нерегулируемый характер социальных сетей даёт индустрии возможность дальнейшего целевого продвижения табачных изделий среди меньшинств и молодёжи.
Особое внимание активистов привлекает корпоративное спонсорство и использование табачными производителями инструментов корпоративной ответственности для коммуникации с потребителями, так как подобные скрытое техники оказывают более глубокое влияние на общественное мнение, политику государства и регулирование табачной индустрии. Тактика может включать спонсорство общественно-культурных мероприятий, дизайн и оформление упаковок, интернет-брендинг, продакт-плейсмент в фильмах и сериалах и другие нестандартные способы продвижения, ещё не запрещённые законодательством. Меры нацелены на установление в обществе ошибочного представления, что курение является социальной нормой. Бороться с этим призывает «Дорожная карта действий с целью усиления мер по осуществлению РКБТ ВОЗ в Европейском регионе на 2015—2025 годы», европейская программа «Здоровье-2020», ряд других международных документов ВОЗ и локальные кампании в разных странах.

#### Ограничения к дизайну упаковки
Упаковка сигарет служит скрытым маркетинговым целям и имеет большее воздействие, чем тара других потребительских товаров, потому что её не утилизируют сразу после покупки. Табачные компании разрабатывают «крутое» или «женственное» оформление, чтобы привлечь внимание молодёжи и девушек, а также укрепить имидж своего бренда. Государственные ограничения к дизайну упаковок сигарет и табака могут включать обязательства по указанию содержания вредных веществ, запрет на использование вводящих в заблуждение формулировок, а также необходимость размещать предупредительные надписи и изображения. РКБТ ВОЗ определяет правила к подобным предупреждениям:
- они должны быть одобрены компетентными органами;
- они должны меняться периодически;
- они должны быть крупными и чёткими, видимыми и легко читаемыми;
- они должны занимать 50 % или более от основной маркированной поверхности;
- они могут быть выполнены в виде рисунков и пиктограмм или включать их.

Предупредительные надписи — важный способ информирования о вреде табакокурения. Первые текстовые заявления о вреде сигарет для здоровья начали размещать на упаковках ещё во второй половине XX века. Например, уже в 1980 году в Швеции находилось в обороте 16 вариантов предостережений. Исследования канадских учёных в 2003 году подтвердили, что крупные надписи о вреде курения на упаковке могут стимулировать у курящих желание бросить, отбить охоту попробовать у некурящих и предотвратить рецидив у бывших курильщиков. Привлекательный дизайн упаковки может нивелировать этот эффект, поэтому правительства разных стран разрабатывают точные нормативы к оформлению: определяют размер надписей, шрифт и наличие рамок. Существует мнение, что предупреждения на упаковках перекладывают ответственность за потребление сигарет с производителей на курильщиков. Но ВОЗ отмечает, что позиция не является убедительным аргументом против внедрения мер.
В 2001 году Канада стала первой страной, где были введены графические предупреждения, разработанные как экономически эффективная политика для одновременного сдерживания табачного маркетинга и информирования о рисках курения для здоровья. Постепенно подобные меры стали вводить по всему миру, и многочисленные исследования начала XXI века подтвердили, что графические предупреждения являются гораздо более эффективными, чем текстовые. Они влияют на уровень осведомлённости благодаря эмоциональной значимости, правдоподобности, чёткому посылу, который может воспринять даже неграмотное население. Графический контент увеличивает заметность предостережений, из-за чего курильщикам сложно «отсеивать» или избегать их. Так, в Бразилии 54 % опрошенных после введения нормы в 2002 году изменило своё мнение о последствиях курения для здоровья, 67 % — заявило о возникшем желании бросить курить. Подобные изображения введены в качестве обязательных в Таиланде в 2004-м, в течение 12 лет их размер постепенно увеличивали с 50 % до 85 % поверхности всей упаковки. Уже в 2013-м мера способствовала тому, что население стало замечать крупные изображения, внимательно их рассматривать и задумываться об отказе от курения в два раза чаще, чем при использовании исключительно текстовых предупреждений. После введения норм в Австралии в 2006-м 63 % некурящих людей и 54 % бывших курильщиков заявляли об уверенности, что новые предостережения «помогут предотвратить приобщение к курению». Исследования, проведённые в 2009 году после перехода к пачкам сигарет с графическими предупреждениями в Маврикии, показали, что курильщики замечают предупреждения с изображением в четыре раза чаще, в три раза чаще — рассматривают их внимательно
. Исследования в Греции, проведённые одновременно, показали, что большинство некурящих подростков (84 %) определяет графические предупредительные надписи на табачных изделиях как эффективное средство предотвращения начала курения. А значит такая мера способна сыграть важную роль в предотвращении начала курения в уязвимых группах.
Эффект от введения мер отличается в разных странах. В 2004 году в Сингапуре после введения графических предупредительных надписей, исследование Совета по укреплению здоровья выявило, что 28 % курильщиков стали курить меньше, 14 % стали избегать курения в присутствии детей, 12 % — в присутствии беременных женщин, а 8 % стали меньше курить у себя дома. В Канаде введение мер, по опросам 2016 года, привело к снижению числа курильщиков примерно на 12-19 %. Согласно полученным данным, в этой стране и в Австралии графические предостережения являлись причиной до 60 % от общего числа отказов от вредной привычки. В Турции мера снизила распространённость курения среди мужчин с примерно 44 % в 2008 году до 37,3 % в 2012-м. Эффект не уменьшается со временем, чему способствует регулярное обновление графического материала. Всего к 2016 году нормы на размещение изображений, информирующих о вреде курения, были закреплены законодательно в 70 странах.
Когда уровень курения падает, государство теряет в доходах с табачной сферы. Но чистый доход увеличивается, так как сокращаются расходы на здравоохранение и увеличивается общая продолжительность жизни населения. Так, по расчётам канадских властей в 2000 году, введение графических изображений должно было дать чистую прибыль примерно в четыре миллиарда долларов. В случае Великобритании в 2007-м мера привела к сокращению числа курильщиков на 0,5 %, но увеличению чистой прибыли в размере 206,29 миллиона фунтов стерлингов.
Табачная промышленность по всему миру активно препятствует введению графических предупреждений. Они утверждают, что вред от сигарет якобы широко известен, а меры на самом деле нарушают авторское право и право на товарный знак, а также могут спровоцировать производство контрабанды. Индустрия может проводить кампании даже после принятия соответствующих мер в стране. Например, в 2009 году после принятия поправок к табачному закону Верховной Радой Украины лоббисты способствовали значительной задержке реализации норм, влияя на правительство, которое неоднократно отклоняло макеты предложенные Министерством здравоохранения. В Кыргызстане в 2014—2016 годах табачные производители резко увеличили импорт сигарет с текстовыми предупреждениями и пролоббировали разрешение на их реализацию уже после введения норм на наличие обязательного графического контента.
Усилить эффект от предупреждений на пачках сигарет помогает унификация упаковки. Производители нередко используют привлекательный дизайн для создания определённых представлений о продукте и воздействия на целевую аудиторию. Кроме того, независимые исследования доказали, что оформление стимулирует ложные представления о безопасности некоторых сортов сигарет. Нивелировать попытки табачной индустрии по созданию вокруг курения «гламурного» образа или лояльности потребителя призваны нормы по идентичному оформлению. В Австралии такая мера была введена в 2012 году, и в течение трёх последующих лет распространённость курения среди взрослых снизилась на 25 %. Но введение подобных норм встречает сильное противодействие со стороны табачных производителей. Основными мерами сопротивления являются судебные разбирательства о якобы ущемлённых коммерческих интересах и стратегии запугивания в странах с низким и средним уровнем дохода. Так, табачные лоббисты могут утверждать, что унифицированная упаковка ведёт к росту контрабанды и увеличению числа преступлений в магазинах. Тем не менее необоснованность аргументов доказали опыт Австралии и Великобритании, где запрет брендинга существует с 2016 года. Так, правительственные отчёты и рецензируемые исследования в Австралии 2014—2015 годов не зафиксировали роста незаконной торговли табаком. Кроме того, подобные нормы позволяют производителям сэкономить в долгосрочной перспективе на разработке дизайна, его обновлении и тестировании. В 2018-м канадские власти оценивали потенциальную чистую экономию табачных компаний в диапазоне от двух до одиннадцати миллионов долларов за 30 лет.
В некоторых странах запрещено публиковать информацию о содержании вредных веществ в сигаретах. Мера призвана сократить заблуждения о «безвредности» одних сигарет по сравнению с другими. Например, с 2016-го, после вступления в силу технического регламента Таможенного союза ЕАЭС, в России на сигаретах запрещено указывать количество никотина, смол, монооксида углерода. Такие же запреты действуют в США и государствах Евросоюза. В странах, где подобную информацию указывать необходимо, применяется ряд ограничений. Например, рядом с содержанием смол публикуют их максимально допустимое значение, чтобы избежать заблуждений у населения из-за небольших величин.

#### Налоговая политика
Увеличение налогов на табак — наиболее действенный и быстрый способ сократить распространённость курения и одновременно увеличить поступления в государственный бюджет при относительно небольших затратах на реализацию мер. Их эффективность объясняется тем, что уже к 2015 году курение было наиболее распространено среди людей с низким социально-экономическим статусом, которые особенно восприимчивы к изменениям цен. Исследователи ВОЗ заявляют, что в странах с высоким уровнем дохода повышение цен на 10 % приводит к общему сокращению потребления табака в среднем на 4 %. В странах со средним и низким уровнем дохода — в среднем на 5 %. А по расчётам ВОЗ 2016 года, увеличение акцизов наполовину во всём мире может сократить число курильщиков на 49 миллионов человек, а число смертей, связанных с вредной привычкой, — по меньшей мере на 11 миллионов. Кроме того, метод заметно влияет на курение среди молодёжи: обычно в этой группе увеличение цен влечёт в два-три раза большее сокращение потребление табака, чем среди взрослых. По результатам анализа некоммерческой организации в области приоритетов всеобщего благосостояния «Копенгагенский консенсус», повышенное налогообложение признано «феноменальной» антитабачной мерой: выгоды от её внедрения превышают затраты более чем в 15 раз.
Отдельные исследователи предполагают, что высокие цены заставляют курильщиков реже покупать сигареты, но выкуривать их более интенсивно. Тем менее данные разных стран показывают, что в половине случаев сокращение потребления табака на фоне роста налогов обусловлено уменьшением его интенсивности. Курильщики переходят на нерегулярное курение или уменьшают число выкуриваемых сигарет. К примеру, в США при увеличении стоимости табака в 1990—2014 годах почти на 350 % число выкуриваемых сигарет на душу населения сократилось более чем на половину, а количество взрослых курильщиков — на треть. В Бразилии в 1989—2010 годах подобные меры способствовали уменьшению распространённости курения среди взрослого населения на 46 %. В разных странах показатели варьируются в зависимости от социально-экономических особенностей и отношения к курению, принятого в обществе.
Мировая практика подтверждает, что регулярное и значительное повышение цен способствует сокращению спроса, при общем увеличении поступлений в бюджет. Повышенные цены компенсируют сокращение продаж. Например, в Турции государственные доходы от налогов на табак увеличились с 7,1 до 15,9 миллиарда турецких лир в 2005—2011 годах, несмотря на то, что продажи сигарет снизились более чем на 15 %. Почти одновременно в 2008—2012 годах распространённость курения среди взрослого населения уменьшилась с 31,2 % до 27,1 %. Наибольшая часть налогового бремени ложится обеспеченное население, которое наименее восприимчиво к изменению цен. Так, экономисты в 2012 году подсчитали, что в Таиланде при повышении налогов на 50 % из всех смертей, которые удалось бы предотвратить, больше половины пришлось на беднейшее население, на которое легло только 6 % повышенных акцизов. При идентичной ситуации в Индии 47 % предотвращённых смертей пришлось бы на группу с низким социально-экономическим статусом, но только 30 % уплаченных предельных налогов.
Табачное налогообложение рассматривается или как инструмент извлечения прибыли для государства, или борьбы с никотиновой зависимостью. Эксперты ВОЗ отмечают, что сторонники первого подхода зачастую не учитывают реальную стоимость табакокурения для экономики. Популярность курения сопряжена с повышенными расходами на здравоохранение и тушение пожаров. Курение часто становится причиной инвалидности, поэтому замедляет производительность труда и демографический рост. Никотинозависимая часть населения склонна к повышенной заболеваемости, курящие женщины подвергают опасности способность вынашивать здоровое потомство. Акцизы не должны рассматриваться как компенсация за потери государства от никотиновой эпидемии, так как налогообложение не сможет компенсировать потери ВВП от распространения курения. Сбор налогов служит основанием для задержек введения и реализации других антитабачных мер. Кроме того, население склонно относиться с бо́льшим доверием к подобным мерам, если правительство демонстрирует намерение повысить общий уровень здоровья, а не извлечь выгоду. Например, в Финляндии часть поступлений с табачной сферы перераспределяют на рекламные антитабачные акции.
Системы налогообложения разных стран могут отличаться, но должны оставаться подвижными, чтобы власти могли поднимать общий уровень налогов или использовать дифференцированное налогообложение. ВОЗ также отмечает, что правительство должно повышать налоги регулярно и значительно, так как уровень потребления табака может возвращаться к прежним показателям со временем. Резкие и регулярные скачки цен на табак заставляют потребителей задуматься о возможных изменениях в уровне жизни при сохранении интенсивности курения.
Дифференцированное налогообложение используют не только как средство для сокращения распространённости табакокурения, но и как регулятор табачного рынка. Облагая более высокими налогами сорта с бо́льшим содержанием смол, власти влияют на выбор потребителей. Дополнительные акцизы могут прямо зависеть от содержания вредных веществ или распространяться только на сорта табака, в которых содержание смол и никотина выше установленного. Также налоги могут способствовать смещению спроса к другим формам потребления никотина. Например, в 2016—2017 среди норвежцев росла популярность снюса, при средней стоимости его упаковки в 9 евро, а пачки сигарет — в 11 евро. За год число потребителей бездымного табака увеличилось с 10 % до 12 %.
Эксперты ВОЗ отмечают, что связанная с повышением цен пропаганда и информационное поле в СМИ могут иметь ещё большее значение, чем само повышение налогов. И мера является эффективной, даже если рост цен на табачную продукцию отстаёт от общего темпа инфляции.
Аргументами против повышений налогов служат опасения о росте рынка контрабанды. Суждение активно поддерживают производители табачной продукции, стремясь замедлить введение норм или повлиять на общественное мнение. Тем не менее эксперты ВОЗ отмечают, что основными причинами роста контрабанды являются недостаточное противодействие ответственных органов. Например, в Великобритании, где налоги регулярно повышают, но эффективно устроена таможня и другие службы, процент контрабандной продукции снизился более чем наполовину за 2000—2019 годы.
В 2015 году ВОЗ заявила, что связь между налоговой разницей и крупномасштабной незаконной торговлей незначительна. Ценовые различия могут
стимулировать мелкомасштабную нелегальную торговлю в приграничных зонах, но в большинстве случаев незаконная торговля распространена в странах со слабой системой управления, независимо от размера акцизов. Наибольшее влияние на её распространение оказывают отсутствие необходимых для контроля технологий, слабая коммуникация между государственными органами и международными организациями, коррумпированность чиновников и другое. Так, по оценкам органа процент изъятий, который отражает интенсивность таможенной деятельности, а не размер проблемы, составлял в Европе 2,3 %, когда в Азии и обеих Америках — только 0,1 % (при общемировом уровне в 0,7 %). Тем не менее табачная индустрия может спонсировать организации, доказывающее обратное (например, «Международный центр по налогам и инвестициям» или КПМГ Star). В результате оценка масштабов контрабанды значительно отличается в разных источниках. Табачные лоббисты могут использовать данные о более высоких уровнях контрабанды, чтобы убедить правительства снизить налоговую ставку. Например, в 1984—1998 годах в Канаде на фоне роста контрабанды, поступающей через индейские резервации США, табачная индустрия пролоббировала снижение акцизов в ряде штатов. Но даже на территориях, где сохранились высокие налоги, уровень незаконной торговли снизился.

### Просветительская работа
По данным Комитета по контролю за наркотиками ООН, наиболее перспективной в долгосрочном плане антитабачной мерой является просветительская работа с населением. Она создаёт социальные нормы, согласно которым курение табака является антиобщественным поведением. Это требует много времени, но ведёт к значительному сокращению числа курильщиков. Так, в 2022 году меры по сокращению курения составили 5 из 16 наилучших тактик, одобренных ВОЗ для сокращения неинфекционных заболеваний. Экономический эффект от превентивных мер в семь раз превосходит инвестиции.
Просветительская работа включает не только повышение осведомлённости населения о масштабах проблемы, но и противодействие ложной информации, взаимодействие с людьми ответственными за осуществление антитабачных мер. Это подразумевает санитарное просвещение и информационные кампании. Первый комплекс мер традиционно направлен на отдельные социальные группы, например, медиков и учителей. Получив знания, они способствуют его дальнейшему распространению, их пример и авторитет усиливает эффект от информационных кампаний в СМИ. В этом контексте большое значение имеет распространённость курения среди медицинских работников. Приверженность к вредной привычке у медицинского персонала негативно сказывается одновременно и на мотивации к борьбе с курением, и на принятии врачебных решений, а также создаёт негативный пример для пациентов.
Международный союз санитарного просвещения ВОЗ содействует обмену информации о вреде курения и занимается профессиональной подготовкой. Правительства разных стран учреждают собственные региональные организации или назначают ответственные существующие медицинские организации. Работу с населением зачастую осуществляют в школах, центрах охраны здоровья матери и ребёнка, на информационных горячих линиях.
СМИ являются важным каналом воздействия на социальные нормы. Они развенчивают миф о статусности табакокурения, который продвигают маркетологи индустрии, и могут быть использованы на платной и бесплатной основе. Каждый вид СМИ обладает собственными ограничениями: рекламные плакаты вмещают определённое количество информации, печатные материалы имеют небольшую силу непосредственного воздействия, теле- и радиореклама не могут повторяться регулярно. Антитабачная слоганы апеллируют к чувству страха и зачастую включают следующие посылы: риск возникновения серьёзных заболеваний, возможная нетрудоспособность, высокая стоимость сигарет, ответственность перед другими людьми и детьми, вред для экологии от табачного производства.

### Контроль табакокурения и антитабачных мер
ВОЗ считает первым и обязательным шагом в борьбе с никотиновой эпидемией — исследование её распространения. Правительства разных стран выстраивают антитабачную стратегию на основе данных об уровне потребления, распространённости сопутствующих заболеваний, активности табачной промышленности, занятости населения в табачной сфере. Например, оценка урожайности табака необходима для разработки программ по замене культуры другими, аналогичными по .
ВОЗ и государственные органы регулярно отслеживают экономические и демографические показатели, связанные с курением. Например, Глобальный опрос взрослого населения, организуемый периодически по всему миру, включает вопросы о социально-экономическом статусе курильщика, распространённости курения среди его окружения и другое. ВОЗ и Международный противораковый союз консультируют представителей развивающихся стран о методах исследований, разрабатывают методические пособия. Спектр мер включает выборочные опросы населения, периодические стандартизированные исследования, работу психологов и социологов. Они оценивают эффективность просветительской работы, изменения в мотивах и привычном поведении.
Индекс потребления сигарет на душу населения легко высчитать по уровню производства, но он не учитывает ряд факторов (избыточное производство, употребление табака детьми, оборот контрабанды, продажу сигарет туристам и другое). Поэтому показатель неэффективен для оценки краткосрочных тенденций. Наиболее важными данными считаются доля курящих в разных демографических подгруппах и ежедневное число выкуриваемых сигарет. Для оценки фактического воздействия табака на здоровье населения фиксируют не только данные о распространённости курения, но также предпочтения населения к разным видам сигарет и способам курения. Полноценная оценка антитабачных мер основывается на этих количественных показателях и данных об изменениях в отношении к табакокурению у населения. Обратная связь является обязательным условием достижения долгосрочных результатов антиникотиновых кампаний.
Табачные производители препятствуют внедрению антитабачных мер с помощью профинансированных ими исследований. Philip Morris USA, Reynolds American, British American Tobacco, Liggett Group и Lorillard Tobacco практикуют подобные меры с 1953 года. Производители также влияют на независимые консалтинговые агентства. Например, в 2020 году израильский бизнесмен Рауль Сетрук подал иск против Philip Morris International, подтверждавший давление со стороны PMI на аналитиков фирмы KPMG. Табачная корпорация стремилась «подкорректировать» отчёт о состоянии контрабанды, чтобы скрыть свою причастность. И документы не включали информацию о контрабандных поставках продукции PMI во Францию в 2019 году.

## Опыт разных стран

### Развитые страны

#### Северная Америка
США
Первые полноценные запреты на курение в общественных местах США были введены в трёх округах Калифорнии в 1990 году. В 2005-м губернатор Арнольд Шварценеггер ввёл запрет на курение в общественных местах на территории всего штата, что, по его мнению, должно было сэкономить около $265 млн в год. Распространению подобных мер в других регионах страны способствовали опубликованные в 2006 году данные Департамента здравоохранения и социальных служб США, которые подтвердили лучшие показатели здоровья детей, растущих в полностью бездымной среде. С 2010 года производителей табачных изделий обязали проходить сертификацию в Управлении по контролю за качеством пищевых продуктов и лекарственных средств. Меры направлены на регулирование табачного рынка и на то, чтобы табачные изделия, продвигаемые как продукты с пониженным риском, действительно способствовали улучшению здоровья нации. В июне 2011 года орган постановил обязательным размещение на лицевой стороне пачки сигарет устрашающих изображений последствий курения. Однако через год Федеральный суд признал это требование противоречащим Конституции США. Также одной из основных мер борьбы с курением в стране является увеличение стоимости медицинской страховки для никотинозависимых граждан.
К 2012 году более половины населения США проживало в районах, где действовал полный запрет курения на территории как минимум одного типа общественных мест (рестораны, бары, рабочие пространства). Общенациональной политики по этому вопросу не существовало, каждый штат имел право устанавливать собственные ограничения. Например, к 2011 году во Флориде было разрешено курить в барах. Наиболее строгое законодательство в отношении курения сохранялось в Калифорнии, где было на 4 % меньше курильщиков, чем в среднем по стране. В Иллинойсе к 2021 году курение было разрешено только в частном жилище или автомобиле, а также в специальных гостиничных номерах. В Нью-Йорке штраф за курение в общественном месте или в служебном транспорте достигает тысячи долларов. Отдельные меры по ограничению курения на своей территории принимают образовательные учреждения и компании. В 2013-м Университет Джорджа Вашингтона объявил все здания, транспортные средства и территории, находящиеся в собственности института, свободными от курения. Сеть кофеен Starbucks запретила курение на расстоянии меньшем чем 25 футов от заведений (около 7,5 метров).
Канада
С 1986 года в стране проводят комплексные антитабачные меры, включающие ужесточение законодательства, запрет на продвижение в СМИ, ужесточение налоговой политики и общественные акции. Власти Канады первыми обязали производителей размещать на упаковках не только предупреждающие надписи, но и устрашающие изображения последствий курения для здоровья. Первым городом в стране, где был введён табачный запрет в общественных местах, стала в 1999 году Виктория в Британской Колумбии, через два года эти меры были приняты в столице страны — Оттаве. К 2009-му на бо́льшей части Канады было запрещено курение в закрытых общественных зданиях и на рабочих местах, не допускалось обустройство курительных комнат. Полный запрет табака в общественных местах (на вокзалах, в государственных учреждениях, аэропортах, общественном транспорте, барах и ресторанах) действовал на территории Манитобы, Нью-Брансуика, Новой Шотландии, Онтарио, Квебека, Северо-Западной территории и Нунавута. В Новой Шотландии ввели самые жёсткие ограничения, под которые подпадали открытые веранды в кафе и ресторанах, площадки на расстоянии четырёх метров от вентиляционных отверстий, входов, окон и на прилегающей открытой территории. Если в 2004 году в стране потреблял сигареты каждый пятый взрослый, то к 2015 году процент курильщиков среди мужчин сократился до 12,7 %, среди женщин — до 8,5 %. В 2018 году в стране приняли закон, регулирующий не только производство табака, но и продуктов для вейпинга.

#### Европа
| Страна         | Табак (из 16,7) | Электр. сигареты (из 16,7) | Общий (из 100) |
| -------------- | --------------- | -------------------------- | -------------- |
| Финляндия      | 11,1            | 10,8                       | 49,5           |
| Литва          | 7,9             | 7,6                        | 38,7           |
| Эстония        | 8,3             | 9,2                        | 37,3           |
| Великобритания | 15,1            | 2,7                        | 37             |
| Венгрия        | 10,4            | 11,4                       | 36,4           |
| Ирландия       | 12,3            | 3                          | 35,9           |
| Латвия         | 8,2             | 7,6                        | 32,7           |
| Швеция         | 5,8             | 4,3                        | 32,3           |
| Словения       | 9,6             | 9,7                        | 30,3           |
| Франция        | 11,7            | 4,5                        | 30,1           |
| Греция         | 10,7            | 10,2                       | 29             |
| Польша         | 7,9             | 7,2                        | 25,5           |
| Кипр           | 9               | 9,7                        | 25,1           |
| Португалия     | 6,9             | 9,1                        | 25             |
| Хорватия       | 9,5             | 6,6                        | 24,9           |
| Бельгия        | 7,1             | 7,1                        | 21,4           |
| Румыния        | 8,9             | 5,8                        | 20,2           |
| Болгария       | 9,4             | 3,5                        | 19,5           |
| Мальта         | 8,6             | 3,3                        | 19,4           |
| Дания          | 6,1             | 3,7                        | 18,8           |
| Нидерланды     | 8,1             | 2,7                        | 18,6           |
| Италия         | 7,5             | 4,2                        | 17,7           |
| Испания        | 8,1             | \|4,7                      | 17,7           |
| Люксембург     | 5,4             | 6,9                        | 17,6           |
| Австрия        | 5,4             | 3,5                        | 16,9           |
| Словакия       | 6,8             | 5,3                        | 16,9           |
| Чехия          | 7,2             | 3,3                        | 13,8           |
| Германия       | 5,5             | 2,7                        | 11,7           |

Великобритания
Первое крупномасштабное исследование последствий курения для здоровья в Великобритании было опубликовано в сентябре 1950 года в British Medical Journal. Несмотря на растущее количество медицинских данных об опасности курения, правительство неохотно вмешивалось в «вопросы личной ответственности». Государственная политика в отношении табакокурения в Великобритании начала ужесточаться только в 1960-х годах. В 1964-м правительственные отчёты о здоровье населения обозначили переход от локального информирования к централизованной системе просвещения населения. Документы назвали рекламу табака «пропагандой» и подчёркивали необходимость антитабачных мер. Когда лейбористы пришли к власти в 1964 году, министр здравоохранения Кеннет Робинсон, бывший врач общей практики, ввёл закон о запрете рекламы сигарет на телевидении.
В 1998 году правительство страны опубликовало первый официальный авторитетный доклад «Курение убивает», в котором осветило вред никотина и обозначило позицию государства по этому вопросу. Основными направлениями работы стали уменьшение числа курящих детей и подростков, помощь взрослым курильщикам в отказе от вредной привычки и специальная поддержка беременным женщинам. Чтобы сократить количество курящих на 1,5 миллиона человек, правительство обязалось выделить сумму в размере более 100 миллионов фунтов стерлингов. Инициативы позволили снизить распространённость потребления табака среди мужчин с 70 % в 1962 году до 24 % в 2005-м. Но она всё равно являлась причиной около ста тысяч смертей в год, из них пассивным курением было вызвано примерно одиннадцати тысяч. Тем не менее повсеместного запрета на курение в общественных местах введено не было, документы лейбористской партии 2005 года предусматривали лишь частичные меры. Курение оставалось дозволенным в частных клубах и непродовольственных общественных заведениях. В этот период высказывались опасения, что некоторые пабы перестанут подавать еду для обхода запретов.
В июле 2007 года общественные места Великобритании были объявлены свободными от курения, штрафы за нарушение составили до 2500 фунтов стерлингов. Но в разных частях страны действовали отличные по строгости нормы. Например, в Англии допускалось курение на вокзалах и общественных остановках, в то время как в Шотландии это каралось штрафом в 50 фунтов стерлингов. Запреты на курение не распространялись на личные апартаменты, номера отелей, тюрьмы и пространства на открытом воздухе.
Германия
С 2008 года в Германии курение в общественных зонах допускается только в специально оборудованных помещениях и в отелях. Запрет распространяется на общественный транспорт, включая такси, штраф за нарушение достигает тысячи евро для владельцев автомобилей. Штраф за курение в неположенных местах для гражданских лиц составляет 25—250 евро. В законе о медицинском страховании существует поправка, позволяющая некурящим платить взносы на 40 % меньше, чем курильщикам, которые по статистике обращаются к врачам чаще. Работодатели обязаны выделять сотрудникам время на перекуры во время рабочего дня. Некурящий персонал вправе суммировать это время и добавить к ежегодному отпуску. В 2017 году средняя пачка сигарет в стране стоила более 5 евро, а курильщики составляли 24,5 % от населения. По состоянию на 2019-й Германия оставалась единственным государством Европейского союза, где разрешены уличные плакаты с рекламой табачных изделий.
Ирландия
Ирландские власти первыми ввели запреты, предусмотренные Рамочной конвенцией ВОЗ. С 2004 года в стране можно курить только в специально отведённых местах в отелях, на улицах, в тюрьмах, интернатах и психологических клиниках, а также в личных домах. Штраф для замеченных в других общественных локациях достигал трёх тысяч евро, за злостные нарушения грозит тюремное заключение сроком до полугода. Для владельцев заведений общественного питания, где замечены курильщики, штраф мог составлять десять тысяч. Тем не менее при пабах и ресторанах разрешено обустройство специальных локаций для курильщиков. Через год после введения норм исследования зафиксировали положительную динамику в стране: уровень угарного газа в организме работников баров снизился на 45 %, что подтверждало улучшение качества воздуха. Абсолютное большинство жителей Ирландии одобряло нормы и заявляло о соблюдении бездымной среды на рабочих местах. И в дальнейшем власти продолжили запретительную политику: с июля 2009 года был введён запрет на открытые табачные витрины, на рекламу табака в торговых точках.
Исландия
Власти Исландии первыми ввели повсеместный запрет на курение в общественных местах в 1992 году. Одновременно в стране запустили проект Self-Discovery, направленный на сокращение распространения вредных привычек и потребления наркотиков среди подростков. Программа строилась на вовлечении молодёжи в интересующие их активности. За двадцать лет антитабачная программа, включавшая также повышенный налог, помогли сократить распространённость курения среди населения с 30 % до 15 %. К 2012 году министр здравоохранения выдвинул инициативу о запрете свободной розничной торговли сигарет и их продаже только по рецепту от врача. К 2015-му меры помогли снизить распространённость курения примерно до 14 % от женского и мужского взрослого населения страны в 2015 году, до 3 % среди подростков к 2021-му, что делает Исландию одной из самых некурящих стран Европы.
Италия
Правительство Италии придерживается ограничительно-запретительного подхода: официально запрет на курение в общественных местах, включающих бары и рестораны, действует в стране с 2005 года. Штраф за потребление табака в общественных местах достигает 250—275 евро, за курение вблизи детей или беременных женщин — 500 евро. При этом средняя стоимость пачки сигарет в 2017 году составляла 5 евро. Региональные власти вводят дополнительные ограничения, например, в Альгеро нельзя курить на пляжах, в Тренто — возле остановок общественного транспорта. С 2021 года в Милане запрещено курить на расстоянии 10 метров от парков, остановок общественного транспорта, спортивных и детских площадок, стадионов. Открытые террасы баров и кафе под запрет не подпадали. Меры были приняты не только из-за беспокойства властей о здоровье населения, но и из-за высокой степени загрязнения воздуха: около 7—8 % от мельчайших твёрдых частиц составляли продукты горения сигарет.
Нидерланды
Граждане, добровольно отказавшиеся от курения, вправе получить от государства компенсацию после прохождения специального теста на приверженность к никотину. Принять участие в программе могут даже подростки 12—16 лет. Исследования не подтвердили эффективность стратегии для курильщиков с низким социально-экономическим статусом, но власти продолжали подобную политику и к 2019 году программу вознаграждений планировали внедрить для государственных служащих. Кроме того, отказ от вредной привычки призван стимулировать закон 2008 года о бездымной среде на территории предприятий общепита.
Норвегия
Ограничения табакокурения на работе, в лифтах и транспорте существуют в Норвегии с 1988 года. В 2005 году по примеру Ирландии страна ввела запрет на потребление табака в барах и ресторанах. Одновременно власти ужесточили налоговую политику в этой сфере, к 2018 году средняя стоимость одной пачки сигарет составляла 11 евро (банки снюса — 9 евро). В 2007—2017 годах распространённость курения сигарет в стране снизилась с 22 % до 11 %. В 2017-м снюс потребляло около 12 % населения страны, что было на 2 % больше по сравнению с предыдущим годом.
В 2017 году законодательство страны стандартизировало упаковку сигарет, обязав производителей использовать исключительно грязно-зелёный цвет, признанный наименее привлекательным для покупателей. По прогнозам норвежских чиновников, полностью свободной от сигарет страна станет к 2040 году.
Франция
В 2007 году во Франции ввели запрет на курение в общественных местах, включая бары и кафе. В отличие от большинства европейских стран, по состоянию на 2012-й в стране действовали сравнительно небольшие штрафы для владельцев заведений, где нарушался запрет (135 евро). Ограничения не распространялись на открытые террасы ресторанов и кафе, перроны и палубы кораблей. В 2014-м министр здравоохранения Франции представил план антитабачных мер на ближайшие годы, включавших запреты курения на детских площадках и в автомобилях с детьми, продажу электронных сигарет несовершеннолетним и их использование в общественных местах. В январе 2017 года в стране ввели унифицированные пачки сигарет: они продаются в идентичных коричневых упаковках. Благодаря запретительной политике власти надеялись снизить долю курильщиков до 20 % к 2024 году.
Финляндия
С 1977 года в Финляндии планомерно вводятся антитабачные ограничения: в стране разрешено курить только в собственном жилище или на открытом воздухе вне общественных пространств. Курение запрещено на балконах многоквартирных домов, так как дым может достигать соседей. Штраф для нарушителей составляет 150 евро, несовершеннолетним курильщикам грозит тюремное наказание. В стране ограничена выкладка табачной продукции на открытых витринах и её продажа в табачных автоматах. В 2010 году власти приняли наиболее строгие на тот момент в мире антитабачные меры: продажа сигарет несовершеннолетним грозила тюремным сроком до 6 месяцев, ввоз сигарет из-за границы в подарок был запрещён. По состоянию на 2012 год курил каждый пятый финн, но власти планировали за счёт антитабачной политики полностью ликвидировать вредную привычку в стране к 2040 году.
Швейцария
В 2015 году в отдельных кантонах Швейцарии на праздник в честь окончания зимы по традиции детям разрешалось курить. Тем не менее в целом по стране парламент проводил запретительную политику с 2010 года, когда были введены ограничения на курение в общественных закрытых помещениях. Хотя в барах и ресторанах допускалось устройство курительных комнат с отдельными вытяжками. По состоянию на 2016 год многие мировые табачные компании официально базировались в Швейцарии, где действовали более мягкие нормы для производителей по сравнению с другими развитыми странами. Так, законодательство страны предусматривало ограничение доступа к рекламе табака только для несовершеннолетних лиц, что не соответствовало рекомендациям ВОЗ. Действия табачного лобби заметно замедлили государственную политику по вопросам курения, хотя властям отдельных городов удалось ввести региональные нормы. В Женеве полный запрет на курение во всех общественных местах существует с 2010 года.
К 2019 году государственные власти запретили рекламу табака в федеральных СМИ и частных медиа, ввели ограничения на курение на территории вокзалов и аэропортов, рассматривали вопрос о запрете табачной индустрии спонсировать важные мероприятия. Ужесточение политики, в частности, стимулировала слабая динамика снижения числа курильщиков: за 1997—2017 годы доля курящих женщин изменялась в пределах 27—23 %, мужчин — 39—31 %.
Швеция
В Швеции действует общенациональная программа под названием «Некурящее поколение», которая затрагивает всех родившихся после 1975 года. Она использует метод социального маркетинга для распространения идей здорового образа жизни среди молодёжи, например, за счёт грантов некурящим студентам. В 2002 году Швеция стала единственной страной мира, которой удалось достичь рекомендованного Всемирной организацией здравоохранения порога распространения табакокурения в 20 %, снизив этот показатель примерно на треть за предыдущие двадцать лет (в 1980-м курильщики составляли 34 % населения).
В 2005 году власти ввели запрет на курение в общественных местах, кроме специально оборудованных изолированных помещений в барах и ресторанах, без права есть и пить в них. Штраф за нарушение норм для гражданских лиц достигает 100 евро. К 2012 году в стране получили распространение так называемые «закрытые клубы» с индивидуальным членством, где хозяева имели право устанавливать собственную политику в отношении курения. Тем не менее власти продолжили активную антитабачную кампанию: в стране ввели систему вознаграждений за сообщения о недобросовестных курильщиках и премий бросившим курить работникам, ограничения на рекламу, а также систематическое повышали табачные акцизы. Меры позволили сократить к 2016 году долю ежедневных курильщиков до 11 %. Кроме того, власти придерживались стратегии снижения вреда, установив налоговые льготы на реализацию снюса, который считается более безопасной альтернативой сигаретам. Принятый в 2019 году запрет курения обычных и электронных сигарет на открытом воздухе в зонах отдыха и железнодорожных платформ нацелен на то, чтобы сделать страну полностью «свободной от табачного дыма» к 2025 году.

#### Азия и Океания
Австралия
В 2012-м Австралия первой ввела унификацию упаковок, запретив брендированную расцветку. Закон вызвал противодействие со стороны крупнейших табачных компаний, но их иски были отклонены, так как меры не нарушали конституцию страны. Согласно данным за последующие пять лет политика сместила спрос в сторону более дешёвых марок, в 2012—2015 годах также наблюдался рост контрабанды. Тем не менее к 2017 году доля курильщиков в Австралии являлась одной из самых низких в мире: с 22,4 % в 2001 году она сократилась до 15,8 %. Этому также способствовала жёсткая ценовая политика (средняя цена пачки сигарет составляла 19 австралийских долларов) и государственный контроль за табачным рынком.
Сингапур
В части публичных помещений Сингапура курить запрещено с 1970 года, к 2009 году в их число включили кинотеатры, общественный транспорт, рабочие пространства, рестораны и клубы. Штрафы за курение в неположенных местах могут достигать 1000 долларов. Беспрепятственно ввозить в страну разрешено не более одной распечатанной пачки. За курение сигарет без специальных пометок об уплате национальной пошлины грозит штраф в размере 345 долларов. Запрещена демонстрация табачной продукции в местах продажи, однако реклама сигарет допускается при условии уплаты повышенного налога. Для просвещения населения медицинский персонал консультирует учащихся в средних школах, колледжах и политехнических школах. С 2021 года минимальный возраст для покупки, использования, владения, продажи и поставки табачных изделий составляет 21 год.
Япония
До 1985 года в Японии действовала государственная монополия на табак, и страна одной из последних среди развитых государств начала борьбу с курением. В 2009 году японцам запретили курить на рабочем месте и в общественных местах (школах, больницах и на вокзалах). Тем не менее к 2017 году в разных префектурах нормы отличались, например, компании в Осаке выплачивали вознаграждения некурящим сотрудникам, продержавшимся без табака минимум полгода.

### Развивающиеся страны
Собственные документы табачных компаний подтверждают, что в конце XX века лоббисты индустрии тайно оказывали воздействие на представителей развивающихся стран, чтобы помешать распространению инициатив ВОЗ по борьбе против табака. Так, представители табачных корпораций стремились убедить власти стран-производителей табака, что отказ от производства культуры приведёт к дестабилизации экономики. Неравномерное распространение табакокурения в мире влечёт разную распространённость заболеваний, связанных с вредной привычкой, и усугубление экономического положения жителей бедных регионов. Именно на территории развивающихся государств проживает бо́льшая часть курильщиков и запретительная политика их властей имеет особое влияние на статус табачной эпидемии в мире. В ряде таких стран уже действуют ограничения и запреты. Например, запрет на курение в общественных местах установлен в Непале и Аргентине. С 2008 года в Индии запрещено курить в гостиницах, ресторанах, государственных учреждениях и ряде других публичных мест, хотя штраф за нарушение этих норм равен стоимости одной пачки сигарет (около 4 долларов США). К 2017 году в Малайзии государство предоставляло льготное кредитование отказавшимся от вредной привычки, проводило специальное обучение для студентов медицинских специальностей.

#### Азия
Бутан
Первый запрет на курение в Бутане датирован 1729 годом. В 2005 году государство стало первым в мире, где потребление табака признали незаконным, так как оно портит карму человека. Наказание за продажу сигарет варьируется от штрафа в размере более 200 долларов до тюремного заключения на срок до трёх лет. Ввозить в страну можно не более 200 штук сигарет на человека и только при условии выплаты обязательной пошлины на границе, контрабанда сигарет грозит пятилетним тюремным заключением.
Китай
Первый запрет на курение в Китае относится к 1612 году, почти через тридцать лет китайский император ввёл смертную казнь за курение. Тем не менее в течение последующих десятилетий табакокурение вошло в привычку большинства населения, растение активно выращивали крестьяне в окрестностях Пекина. В Шанхае оно получило распространение только со вторжением маньчжурских войск в 1645 году. В XVIII веке курение уже было известно во всей стране, число курильщиков неуклонно росло в последующие столетия. В 1994 году власти ввели первые ограничения на рекламу, а через три года — на курение в некоторых общественных местах. Однако уже в 2000 году в Китае проживало самое большое число курильщиков: 340 миллионов из более одного миллиарда во всём мире.
К 2011 году в китайских фильмах было запрещено показывать сцены с курением, действовали ограничения на потребление табака в отелях и ресторанах, через два года вступил запрет на курение для чиновников, которые должны были послужить примером для граждан. Однако эти меры часто не соблюдались, а ряд регионов устанавливал собственные нормы. Например, полный запрет на курение в общественных местах введён в 2014 году в Шэньчжэне, через год — в столице, и ещё через два года — в Шанхае. Максимальный штраф за нарушение для физических лиц составлял 29 долларов США, для юридических — 4,2 тысячи долларов. Политика позволила сократить распространённость курения в Шанхае с 26,85 % в 2010 году до 19,7 % в 2019-м, благодаря чему административная единица достигла рекомендованных ВОЗ показателей. В 2020 году правительство заявило о планах ввести эти меры на национальном уровне. Но точных сроков обозначено не было, и Китай оставался страной с наибольшим абсолютным числом курильщиков в мире (свыше 300 миллионов или около четверти населения).
Турция
Первые законы по противодействию курению в Турции были приняты ещё в 1996 году, но к Рамочной конвенции ВОЗ страна присоединилась только в 2004. В рамках осуществления обязательств в 2009 году в стране запретили потреблять табак посетителям всех учреждений образовательного, социального, коммерческого, культурного, спортивного и медицинского характера. При Министерстве здравоохранения было создано специальное подразделение, контролирующее проведение реформ. Региональные власти могли также устанавливать собственные ограничения, например, в некоторых деревнях курящих взрослых обязывали жертвовать мешок муки или сахара бедным.
В 2019 году в стране ввели унифицированную табачную упаковку, 85 % и 50 % лицевой и оборотной сторон которой отвели под предупредительные надписи.

#### Постсоветское пространство
Белоруссия
В 1998 году распространённость курения среди белорусских мужчин составляла 54,9 %. Власти страны ратифицировали Рамочную конвенцию ВОЗ против табака в 2005 году, однако в последующее десятилетие эксперты отмечали неактивную реализацию положений документа и рекомендаций ВОЗ. К 2015-му процент курящих мужчин удалось снизить только до 45,8 %. Доля курящих женщин составляла 9,3 %, что более чем на 5 % превысило показатель двадцатилетней давности. В 2019 году президент страны ужесточил антитабачную политику, запретив курение на детских площадках, в лифтах и технических помещениях жилых домов, на остановках общественного транспорта, в перевозящих детей автомобилях, закрытых рабочих помещениях, образовательных учреждениях и спортивно-оздоровительных лагерях.
Россия
| Медицинские учреждения                  |
| Учебные заведения, включая университеты |
| Государственные учреждения              |
| Рабочие помещения, включая офисы        |
| Рестораны                               |
| Кафе, пабы и бары                       |
| Общественный транспорт                  |
| Остальные закрытые общественные места   |

В 2008 году Российская Федерация ратифицировала Рамочную конвенцию Всемирной организации здравоохранения по борьбе против табака. Основными направлениями антитабачной политики государства являются: полный запрет на курение в общественных местах; ограничения к табачным промышленникам на рекламу, продажу табачной продукции несовершеннолетним и контроль их исполнения; увеличение налогов на табак; запрет на продажу снюса и жевательного табака; унификация оформления упаковок, размещение предупредительной информации на них; антитабачная пропаганда в СМИ; помощь в отказе от курения. Антитабачная политика государства закреплена федеральным законом «Об охране здоровья граждан от воздействия окружающего табачного дыма и последствий потребления табака», принятым в феврале 2013 года.
С 2012 года власти страны постепенно вводили ограничения на курение в общественных местах. Сначала под них попали детские площадки, учебные заведения, здания органов власти, позднее — заведения общепита, поезда, самолёты и корабли дальнего плавания. С 1 января 2015 года курение в общественных местах запрещено полностью. Во время введения ограничительных норм (с ноября 2013 года по июль 2017 года) Роспотребнадзор привлёк к административной ответственности около 58 тысяч нарушителей. Сравнение «Глобальных опросов взрослого населения о потреблении табака» 2009 и 2016 годов показало, что доля опрошенных, подвергавшихся воздействию вторичного дыма на работе сократилась на 13 % (с 34,9 % дo 21,9 %). В пять раз сократились упоминания о табачном дыме в государственных учреждениях, больше чем вчетверо уменьшился этот показатель для ресторанов, втрое — для медицинских заведений, вдвое — для общественного транспорта.
В 2008 году «Технический регламент на табачную продукцию» предусмотрел ряд ограничений к дизайну упаковки: 30 % одной большой стороны заняла надпись «Курение убивает», 50 % другой — предупредительная надпись о вреде курения. С 2012 года на этикетках размещают также иллюстрации последствий курения для организма. Всего утверждено 13 дизайнов с особыми стилем, цветом и размером шрифта. За 2009—2016 годы число курильщиков, задумывающихся бросить благодаря предупредительным надписям, выросло более чем на 4 %. Минимальные затраты на подобное информирование делает его одним из эффективных методов борьбы с курением.
Украина
Первая украинская национальная программа по борьбе с курением стартовала в 1994 году, хотя изначально меры предусматривали только общие положения, контроль за их осуществлением не проводили. В 2004—2006 годах Украина присоединилась к Рамочной конвенции ВОЗ и подготовила законодательную базу для реализации взятых обязательств. На тот период распространённость табакокурения среди мужчин достигла 67 %, среди женщин — 20 %. В 2012-м были приняты ограничения производства и продвижения табачной продукции в стране, запреты на курение в ресторанах. Меры привели к снижению доли курильщиков до 42,2 % среди мужчин и до 9,4 % среди женщин к 2019 году. Тем не менее более 80 % населения ожидало ужесточения государственной антитабачной политики.
Туркменистан
Запрет на рекламу табака действует в Туркменистане с 1998 года, через год свободными от табачного дыма были признаны все образовательные учреждения. В 2000 году был подписан президентский указ «О запрете курения в общественных местах и учреждениях всех форм собственности, а также на улицах страны», в последующие годы антитабачные положения были добавлены в закон «О здоровье граждан Туркменистана», административный кодекс и правила дорожного движения. В частности курение сигарет и кальяна запрещено в органах государственной власти и управления, исполнительных органах и органах местного самоуправления, в учреждениях и организациях независимо от форм собственности, воинских частях и соединениях, образовательных учреждениях, театрах и кинотеатрах, на общественном транспорте, в парках и других местах массового посещения граждан, нарушение грозит штрафом 100 манат. В декабре 2013 года был принят Закон «Об охране здоровья граждан от воздействия табачного дыма и последствий потребления табачных изделий». В 2016 году исключительные права на торговлю табачной продукцией внутри страны получило Министерство торговли и внешнеэкономических связей. Меры по противодействию табачной эпидемии привели к росту цен, нелегальному производству и продаже сигарет. Туркменистан не публикует статистику по этому показателю, но, по оценкам ВОЗ, в 2020-м около 8 % жителей страны курило табак. По ожиданиям властей, благодаря антитабачной политике к 2025 году распространённость курения среди взрослого населения должна составить не более 5 %.

## Антитабачная политика и производители табака

### Реакция индустрии на антитабачные меры
Табачная промышленность сопротивляется антиникотиновой политике как развитых, так и развивающихся стран. Её основными аргументами являются: заявления об ущемлении прав курильщиков и производителей, а также о недоказанной эффективности мер. Однако ВОЗ опровергает подобные доводы. Эксперты подчёркивают, что свободу граждан и производителей не ограничивают в большей степени, чем необходимо, а эффект от любых антитабачных мер заметен только в длительной перспективе.
Табачная индустрия настаивает, что политика некоторых стран нарушает положения Всемирной торговой организации. Подобный спор рассматривался в 2010-х в отношении Австралии, где запретили брендированные упаковки сигарет. В ответ отдельные страны с развитым табачным производством заявили об ущемлении своих прав на беспрепятственную торговлю. Тем не менее деятельность австралийского правительства подкрепляли международные нормы, направленные на снижение бремени неинфекционных заболеваний (Рамочная конвенция Всемирной организации здравоохранения по борьбе против табака (РКБТ) и декларации Генеральной Ассамблеи ООН). В ходе разбирательств апелляционный орган ВТО признал меры по сохранению жизни и здоровья человека как «жизненно важные и в высшей степени необходимые», разрешив странам самостоятельно определять антитабачные меры.
ВОЗ считает любое сотрудничество с представителями табачной промышленности в борьбе с распространением курения нежелательным. Представители индустрии преследуют скрытые маркетинговые интересы. Например, их участие в программах профилактики курения среди молодёжи может быть направлено на убеждение аудитории в собственной добросовестности. Примером служит российский просветительский проект для школьников «Мой выбор», который был создан в 2000 году при финансовой поддержке Philip Morris International, Japan Tobacco, British American Tobacco и Reemtsma. Программа состояла из 6 принципов, последним из которых являлось утверждение о личной ответственности человека за свои решения. По мнению исследователей, фраза в действительности улучшает имидж табачной индустрии и снимает с производителя моральную ответственность за последствия курения. Также индустрия использует маркетинговую стратегию, направленную на улучшение репутации за счёт видимой заботы об окружающей среде. Например, в 2017-м PMI основал «Фонд за мир без курения», который исследует эффект электронных систем доставки никотина и альтернативные пути извлечения дохода для фермеров, чтобы влиять на разработку и реализацию антитабачной политики.
В странах, где развито табачное производство, антитабачные меры могут встретить сильное сопротивление со стороны политиков и общественности, что связано с недостаточным пониманием проблемы, плохой координацией государственных органов или доминированием краткосрочных экономических стратегий. В таком случае ВОЗ рекомендует включать следующие меры в антитабачную стратегию:
- поиск альтернативных путей развития сельского хозяйства;
- поэтапную отмену субсидий на табачное производство, их внедрение для других сельскохозяйственных культур;
- противодействие экспорту излишков, работу с международными организациями по регулированию тарифов на табак и квот на его производство;
- прекращение продажи табачных изделий, не облагающихся налогом.

### Перепрофилирование фермерских хозяйств
Исторически табак считался привлекательной для фермеров культурой, так как неприхотлив в хранении, обеспечивает большой доход с единицы земли и лёгок в реализации. Например, по расчётам 1999 года выращивание табака в Зимбабве приносило в 6,5 раз больше дохода, чем альтернативных культур.
Производители сигарет нередко высказывают опасения о снижении доходов фермеров из-за антитабачных мер. Они представляют подобную политику как угрозу экономике стран глобального юга, где выращивается до 90 % табачного сырья. Якобы антиникотиновая политика влечёт резкое снижение спроса на табачный лист и усугубление бедности в таких государствах. Этот аргумент, например, был использован против ратификации РКБТ ВОЗ в Аргентине и Малави, введения графических предупреждений в Индии, принятия антитабачного закона в Уганде. Нередко подобные опасения высказываются о Малави, где к 2019 году 50 % валютных поступлений обеспечивал экспорт табачного сырья. Однако ВОЗ отмечает, что реальное положение дел отличается. Бо́льшую часть международных поставок обеспечивают многонациональные компании, на которые не влияют региональные меры. Одними из немногочисленных исключений являются Аргентина, Индия и Китай, где небольшие фермерские хозяйства ориентированы в основном на внутренние поставки. В таких странах особое значение получает государственная помощь предприятиям. Например, перед повышением налогов в Китае 2002 года проходили исследования, которые подтвердили, что государство будет в состоянии компенсировать фермерам ущерб при падении спроса до 25 %. Власти многих других стран также неоднократно выражали готовность финансово поддержать фермеров, оказавшихся в затруднительном положении.
В целом Сельскохозяйственное агентство ООН ожидало мировой прирост спроса на табачный лист в 2004—2014 годах примерно на 2 % ежегодно, вызванный увеличением населения. С 2019-го ВОЗ прогнозировала лишь незначительное снижение спроса на табачный лист в течение нескольких десятилетий, так как эффект от антитабачных мер прослеживался только в длительной перспективе, а увеличение населения и общего благосостояния способствовало распространению табакокурения в странах с низким и средним уровнем дохода.
Поддержать фермеров, столкнувшихся с кризисомиз-за сокращения популярности курения, призваны государственные программы по замене табака другими возделываемыми культурами. Например, в США с 2001-го правительство США постепенно выкупало квоты на выращивание табака. В 2004 году на эти цели государство выделило 11 миллиардов долларов США. На тот момент в стране действовала развёрнутая антитабачная политика, хотя табачная индустрия обеспечивала до 9 % ВВП страны. В случае чрезвычайных ситуаций фермеры, выращивающие табак, могут претендовать на государственную помощь наравне с другими пострадавшими хозяйствами. Так, в 2020-м из 14 миллиардов выделенных конгрессом США на стимулирование экономики до ста миллионов распределили на табачную сферу. Также работу с фермерами осуществляют некоммерческие организации, например, Фонд по трансформации сельского хозяйства, который занимается анализом и разработкой стратегий модернизации мелких хозяйств.
Среди проблем табаководческой отрасли, которые призвано решить государственное вмешательство, числится также использование детского труда. Так, к 2006 году по разным оценкам в Казахстане доля несовершеннолетних составляла от 20 % до 80 % всех работавших в табаководстве и хлопководстве.
Табачные производители тем не менее используют фермерские объединения для давления на общественность. Например, финансируемый ими Международный союз производителей табака (UNITAB), который представляет интересы европейских фермеров, активно выступал против введения в 2014-м директивы Европейского союза о табачных изделиях. Во внутренних документах табачных компаний Philip Morris International от 2016 года существуют инструкции по организации протестов фермеров во время седьмой сессии Конференции Сторон РКБТ в Индии. Хотя такие акции имели место, других свидетельств о связи компании с ними не обнаружено.

## Деятельность ВОЗ и Антитабачные праздники

### Деятельность ВОЗ
В первые десятилетия своего существования Всемирная организация здравоохранения признавала борьбу с табакокурением как часть работы с сердечно-сосудистыми заболеваниями. В 1970 году Генеральный Директор ВОЗ представил на Всемирной ассамблее здравоохранения доклад «Ограничение курения». Во время встречи эксперты подтвердили опасность привычки для здоровья, объявили мероприятия ВОЗ свободными от табачного дыма. Кроме того, организация выпустила резолюцию, которая подтвердила важность введения антитабачных мер. Основными целями ВОЗ в этой сфере стали:
- Привлечение внимания мировой общественности к опасности курения. Например, ВОЗ информирует представителей развивающихся стран о неблагоприятных последствиях табакокурения для экономики на совещаниях ФАО.
- Сотрудничество по антитабачной деятельности внутри системы ООН. Например, ВОЗ координирует работу в рамках Программы развития ООН, Конференции ООН по торговле и развитию, сотрудничает с ЮНЕСКО и Всемирным банком.
- Работа с неправительственными организациями.
- Сбор информации относительно табачной эпидемии в разных странах, отслеживание работы правительств. Так, в 2009 и 2016 годах в ряде стран прошёл Глобальный опрос взрослого населения о потреблении табака[126].
- Координация и поддержка эпидемиологических исследований.
- Созыв экспертных групп для консультаций в законодательной, медицинской, налоговой и экономической сферах.
- Помощь в проведении программ санитарного просвещения, обучения и консультирования населения разных стран.

Тем не менее рекомендации экспертов не были реализованы в полном объёме ни в одной стране мира. И на совещании комитета ВОЗ по борьбе с курением в 1978 году политика за полную ликвидацию вредной привычки была признана «единственно правильным курсом». Эксперты признали неэффективность частичных ограничений и необходимость работы на национальном уровне. В этот период представители ВОЗ сформировали основные рекомендации по вопросам табакокурения, адресованные всем странам. Положения подчёркивали важность развития негативного отношения к курению, запрета табачной рекламы, противодействий росту табачного рынка и установлению предельно допустимых концентраций вредных веществ. ВОЗ организовывала консультативные группы ООН, исследовала возможности замещения табакокурения другими сельскохозяйственными культурами и пути реализации подобных программ, изучала особенности рынка в развивающихся странах. Организация также финансировала тематические конференций и работала с неправительственными объединениями.
В 1990-х годах увеличение числа болезней, связанных с курением свидетельствовало о необходимости принятия радикальных мер. И в 1993 году антитабачные активисты Рут Ремер, Милтон Ремер и Аллин Тейлор и другие выступили с идеей международно-правового подхода к борьбе с курением. К концу десятилетия была подготовлена концепция соответствующей Рамочной конвенции ВОЗ (РКБТ). После трёх лет предварительных переговоров она была принята на 56-й сессии Всемирной ассамблеи здравоохранения в мае 2003 года. Её целью стали сокращение употребления табака и борьба с его негативными последствиями для общественного здоровья. Также документ закрепил необходимость работы с никотинозависимыми беременными женщинами; приоритет информирования, обучения и повышения уровня осведомлённости общественности; меры по минимизации спроса и поставок сигарет.
Конвенция стала первым международным соглашением в борьбе с курением. В течение первого года его подписало 90 % государств — членов ООН, что сделало его одним из наиболее быстро принятых и широких договоров в системе организации. Он вступил в силу в феврале 2005 года. По состоянию на 2021 год 182 страны ратифицировало РКБТ ВОЗ.
Рамочная конвенция предусматривает создание постоянного Секретариата и проведения Конференций сторон, первая из которых состоялась в 2007-м. В последующие годы страны — члены выпустили ряд документов, направленных на реализацию положений РКБТ. Например, в 2009 Европейский союз издал «Рекомендации по среде, свободной от табачного дыма». Только за первые пять лет с момента вступления соглашения в силу около 80 % подписавших стран создали образовательные антитабачные программы, в 70 % — ввели унифицированные предупреждения на упаковках. Начиная с 2012-го стороны отчитываются в своих достижениях раз в два года.
Чтобы ускорить процесс введения норм странами-участницами, ВОЗ подготовила в 2008 году концепцию из шести стратегий под названием MPOWER. По словам генерального директора ВОЗ Маргарет Чан, комплекс мер даёт «наилучший шанс обратить эту нарастающую эпидемию вспять» и доступен всем странам независимо от их экономического статуса. Всесторонний подход включает следующие направления работы:
- Monitor — мониторинг потребления табака и стратегий предупреждения табакокурения.
- Protect — защита людей от вторичного табачного дыма.
- Offer — предложение помощи в отказе от употребления табака.
- Warn — предупреждение об опасностях, связанных с табакокурением.
- Enforce — введение запретов на рекламу, стимулирование продаж и спонсорство табачных изделий.
- Raise — повышение налогов на табачные изделия.

В отчёте организации самой эффективной из стратегий названо увеличение налогов (Raise), которое одновременно обеспечивает устойчивое финансирование для антитабачных мер. Пакет MPOWER был первым из серии отчётов ВОЗ, в которых отслеживалось состояние табачной эпидемии и влияние конкретных действий по борьбе с ней.
К 2012 году ВОЗ признало курение одной из самых тяжёлых общемировых медицинских проблем, позднее — одним из четырёх основных факторов риска развития неинфекционных заболеваний и одним из главных вызовов мировому социально-экономическому развитию. В 2013 году организация подготовила Глобальный план действий по профилактике неинфекционных заболеваний и борьбе с ними на период до 2020-го. Работа включала меры по содействию реализации положений РКБТ в разных странах. Принятая ООН в 2015 году «Повестка в области устойчивого развития на период до 2030-го» признаёт углубление практик РКБТ как один из факторов благополучия людей всех возрастов.
ВОЗ ведёт просветительскую и консультативную работу, связанную с реализацией положений РКБТ, регулярный мониторит реализацию положений и следит за ответными действиями табачной индустрии. Например, во время принятия поправок к национальному закону о табакокурении в Венгрии в 2011 году ВОЗ опубликовала ряд данных, которые опровергли доклады представителей табачной промышленности, стремившихся замедлить принятие нового законодательства. Одновременно японский филиал организации реализовал проект «Города, свободные от табачного дыма», нацеленный на помощь муниципальным властям в устройстве бездымной среды. В 2018 году организация выпустила руководство «Регулирование табачных изделий: укрепление лабораторной базы в области тестирования», направленное на координацию реализаций отдельных статей РКБТ ВОЗ. Через год ВОЗ выступила с призывом к полному запрету на рекламу табака, когда PMI заключило соглашение с правительствои Швейцарии о спонсировании национального павильона на Всемирной выставке «Экспо-2020».

### Антитабачные праздники
В 1977 году по инициативе 17 ноября было объявлено «Международным днём отказа от курения». Мероприятия в разных странах традиционно включают митинги, конференции и акцию по отказу от табака минимум на один день.
В 1987 году ВОЗ объявила 31 мая «Всемирным днём без табака» с целью привлечения внимания общественности к табачной эпидемии. Кампания традиционно приурочена к наиболее важной теме, связанной с антитабачной политикой. Так, в 2020 году она прошла под лозунгом «Защита молодёжи от промышленных манипуляций». В этот день представители ВОЗ вручают специальные медали активистам и организациям, отличившимся в борьбе с курением.
С 2003 года отмечается «Всемирный день борьбы с хронической обструктивной болезнью лёгких», целью которого является предупреждение курильщиков о факторах риска развития заболевания.

## Судебные разбирательства
Иски против табачных производителей относятся ещё к 1950-м годам, когда было заявлено о потенциальной связи курения с развитием рака. Курильщики, у которых выявили заболевание, обвиняли табачные компании в небрежной рекламе и нарушении законов о защите прав потребителей. Но отсутствие чёткой доказательной базы помогало производителям избегать ответственности. Ответчики настаивали, что рак у истцов мог быть вызван другими факторами или что те принимали на себя ответственность за возможное развитие болезни, когда начинали курить. Большинство исков того периода оставалось не удовлетворено. В 1980-х по мере роста числа репрезентативных исследований, доказывающих вред курения, начала формироваться прецедентная база. Примечательным судебным процессом того периода, который табачные адвокаты формально проиграли, стало дело «Чиполлоне против Liggett Group». Оно также стало первым, в ходе которого было доказано, что табачная индустрия стремится скрыть от потребителей информацию о вреде курения для здоровья. Разбирательства начались в 1988 году, четыре года спустя окружной суд постановил выплатить Антонио Чиполлоне компенсацию за смерть жены в размере 400 тысяч долларов. И хотя позднее апелляционный суд отменил это решение, дело спровоцировало новую волну исков против табачных компаний. Кроме того, в 1990-х в США был обнародован ряд внутренних документов производителей никотиновой продукции, подтверждавших их осведомлённость о вызывающем привыкание характере табака. И в 2000 году завершился первый крупный региональный процесс, когда суд Калифорнии обязал PMI выплатить 51,5 миллиона долларов курильщику с неоперабельным раком лёгких.
В 1992 году Верховный суд США постановил, что предупредительные надписи не освобождают производителей табака от ответственности по возможным искам курильщиков. Через два года во Флориде было возбуждено одно из наиболее известных подобных судебных разбирательств «дело Говарда Ингла». Коллективный иск, поданный от имени 700 тысяч курильщиков и их семей против табачных компаний, был сначала удовлетворён, но позднее, в 2006 году, отклонён Апелляционным судом третьего округа Флориды. Тем не менее судьи установили, что табачные производители сознательно продавали опасные продукты, скрывая риски от курильщиков, и дали возможность пострадавшим подать индивидуальные иски. Суммы компенсаций по таким делам достигали 17—67 миллионов долларов. Например, согласно нормативным документам R. J. Reynolds 2015 года, компания должна была выплатить по решению судов почти 300 миллионов долларов. Тем не менее по многим делам были поданы апелляции, и тяжбы продолжались годами. В апреле 2015 года Апелляционный суд США усложнил для курильщиков процедуру доказательств по искам, основанным на небрежности производителей или на опасности сигарет. Судьи постановили, что практика равносильна запрету на табачные изделия, который не был прямо установлен конгрессом США. Решение не повлияло на претензии, в которых утверждалось, что компании сговорились скрывать данные от потребителей. И по состоянию на 2020 год разбирательства по многим подобным делам продолжались в судах штата.
Почти одновременно с началом судопроизводства по «делу Говарда Ингла» более 40 штатов судилось с табачными компаниями, обвиняя их в нарушении законов о защите прав потребителей и антимонопольного законодательства. Первое подобное разбирательство было начато генеральным прокурором штата Миссисипи Майком Муром в 1994 году. Власти требовали от индустрии возмещения повышенных расходов общественного здравоохранения, которые были вызваны проблемами со здоровьем курильщиков. В ноябре 1998 года генеральные прокуроры 46 штатов и четыре крупнейшие табачные компании согласились урегулировать дела. Взамен производители взяли на себя обязательства ежегодно выплачивать компенсации за медицинские расходы, связанные с курением (минимум 206 миллиардов долларов в течение первых двадцати пяти лет). Также положения договора обязали производителей разместить в свободном доступе часть внутренних документов, которые позднее были использованы в других судебных процессах. Был создан Национальный фонд народного образования, деятельность которого направлена на сокращение курения среди молодёжи и профилактику заболеваний, связанных с курением.
Первой страховой компанией, выигравшей процесс против табачных компаний, стала в 2001 году Blue Cross Blue Shield. Её адвокаты отсудили более 17 миллионов долларов. Одновременно иски с физическими лицами продолжались по всей стране. Например, курильщик Ричард Бэкен выиграл дело у PMI, которую обязали выплатить ему 100 миллионов долларов (изначально — 3 миллиарда). Часть разбирательств была связана с продвижением якобы «лёгких» сигарет. Табачные компании вводили в заблуждение потребителей, неправомерно заявляя о безвредности такой продукции. В ответ на обвинения адвокаты индустрии настаивали, что слово «лёгкий» относилось к вкусу сигарет, а не к содержанию никотина. Они также указывали на ответственность потребителей. Тем не менее существуют прецеденты удовлетворения подобных исков. В 2003 году суд обязал PMI выплатить более 10 миллиардов долларов курильщикам, введённым в заблуждение рекламой. Опубликованная в этот период РКБТ ВОЗ предусматривала ужесточение контроля за торговлей табачными изделиями, но подобные дела возникали и в последующие годы. Например, в 2009 году окончательное решение суда штата Орегон обязало PMI выплатить более 250 миллионов долларов Майоле Уильямс, муж которой умер от рака лёгких.
Судебные документы разных годов зафиксировали причастность крупнейших табачных компаний к контрабанде сигарет. Первым из таких прецедентов стало дело 1998 года против одного из дочерних предприятий RJR Nabisco, в ходе которого директор по продажам Ле Томпсон сознался в причастности к незаконным поставкам продукции в Канаду. Через восемь лет подобные обвинения признал вице-президент R. J. Reynolds Стэн Смит. В 2008 году замешанными в контрабанде сигарет из США в Канаду были признаны и Imperial Tobacco Canada и Rothmans International. В начале 2000-х годов стало известно, что представители BAT, PMI и R. J. Reynolds тесно сотрудничали с организациями и отдельными лицами, напрямую связанными с организованной преступностью в Гонконге, Канаде, Колумбии, Италии и США. Так, в 2000 году колумбийские власти подали иск о гражданском рэкете против руководителей PMI и BAT, которые организовали незаконную сеть контрабанды и наличных платежей. На вырученные с продажи наркотиков деньги закупались сигареты, их можно было быстро реализовать, обеспечив видимую легальности средств. В иске также указывался факт взяток пограничникам и бывшему президенту Колумбии Эрнесто Самперу. Чтобы избежать судебных процессов о контрабанде в Европейском союзе, в 2004 и 2007 годах PMI и Japan Tobacco International заключили внесудебные соглашения, по которым обязались выплатить суммарно более 1,6 миллиарда долларов в течение 12—15 лет. В случае, если количество конфискованных контрабандных сигарет, произведённых этими компаниями, превысит 10 миллионов штук, они обязались уплачивать акцизы (при конфискации более 90 миллионов штук — шестикратный размер налогов). Также производители стали размещать на упаковках специальную маркировку, позволяющую идентифицировать место и партию производства.
В России первый подобный индивидуальный иск зарегистрирован в 2001 году. Его подал пенсионер Иван Прокопенко, который обвинил фабрику «Петро» в развитии у него рака лёгких из-за курения папирос «Беломорканал». В 2005 году Общество защиты прав потребителей «Общественный контроль» обвинило региональное подразделение PMI в том, что производитель не указывал на упаковке полный состав продукта. Они использовали подсластители и химические вещества, для лучшей всасываемости никотина в кровь и вкуса после добавления табачных примесей худшего качества, удешевляющих производство.
Рамочная конвенция по борьбе против табака признаёт фундаментальный конфликт
между табачной индустрией и институтами здравоохранения. Это влечёт регулярные судебные разбирательства во время введения мер против табакокурения. В ходе таких слушаний неоднократно доказано, что табачные производители сознательно вводят в заблуждение потребителей и замедляют реализацию антитабачных мер. Например:

Табачные компании уже много десятилетий прилагают активные усилия, чтобы подорвать попытки правительств во всём мире ограничить употребление табака и содействовать укреплению здоровья населения.— заявление Высокого суда Англии и Уэльса, 2015 год

Несмотря на то, что каждый Ответчик понимает и принимает тот факт, что табакокурение и никотин вызывают зависимость, в течение нескольких десятилетий Ответчики публично отрицали и искажали правду относительно риска формирования табачной зависимости. Ответчики публично отрицали, что никотин вызывает зависимость, скрывали результаты исследований, демонстрирующие формирование табачной зависимости <…>.— Окружной суд США, округ Колумбия, 2006 год

В то время, когда были приняты эти законодательные меры, на международном уровне уже имелись доказательства относительно неправильного восприятия потребителями рисков для здоровья, связанных с употреблением «легких» сигарет и сигарет со сниженным содержанием смол (так называемых «менее вредных» сигарет). Эти доказательства включали собственные записи табачных компаний, включая PMI, показывающие, что "варианты бренда сигарет <…> были стратегически позиционированы так, чтобы подчеркнуть их менее вредный характер.— Материалы дела Philip Morris против Уругвая, 2016 год

## Лечение никотиновой зависимости
- Никоретте
- Никотинзаместительная терапия
- Кодирование